# Madagascar
Madagascar, quốc hiệu là Cộng hòa Madagascar (phiên âm tiếng Việt: Ma-đa-gát-xca hay Ma-đa-ga-xca; tiếng Malagasy: Repoblikan'i Madagasikara phát âm tiếng Malagasy: [republiˈkʲan madaɡasˈkʲarə̥]; tiếng Pháp: République de Madagascar) là một đảo quốc ở Ấn Độ Dương, ngoài khơi bờ biển đông nam bộ của châu Phi. Quốc gia bao gồm đảo Madagascar cùng nhiều đảo ngoại vi nhỏ hơn. Sau khi vỡ ra từ siêu lục địa Gondwana, Madagascar tách khỏi Ấn Độ khoảng 88 triệu năm trước, khiến các loài thực vật và động vật bản địa tiến hóa tương đối cô lập. Do vậy, Madagascar là một điểm nóng đa dạng sinh học.
Người Nam Đảo là giống người định cư đầu tiên tại Madagascar, từ 350 TCN đến 550 CN, họ đến từ đảo Borneo bằng các xuồng chèo. Khoảng năm 1000, người Bantu vượt qua eo biển Mozambique để di cư sang Madagascar. Theo thời gian, các nhóm khác tiếp tục đến định cư tại Madagascar, mỗi nhóm đều có các đóng góp lâu dài cho sinh hoạt văn hóa trên đảo. Dân tộc Malagasy thường được chia thành 18 hoặc nhiều hơn các phân nhóm, lớn nhất trong số đó là người Merina tại cao địa trung bộ.
Cho đến cuối thế kỷ XVIII, đảo Madagascar do một loạt các liên minh xã hội-chính trị cai trị. Bắt đầu từ đầu thế kỷ XIX, hầu hết đảo được thống nhất và cai trị dưới chính thể Vương quốc Madagascar. Chế độ quân chủ sụp đổ vào năm 1897 khi đảo bị hấp thu vào Đế quốc thực dân Pháp. Đảo giành được độc lập từ Pháp vào năm 1960. Từ năm 1992, quốc gia chính thức được quản lý như một nền dân chủ lập hiến với thủ đô là Antananarivo.
Năm 2012, dân số Madagascar được ước tính là hơn 22 triệu, 90% trong số đó sống dưới 2 USD/ngày. Tiếng Malagasy và tiếng Pháp đều là các ngôn ngữ chính thức của đảo quốc. Phần lớn dân số trung thành với các đức tin truyền thống, Ki-tô giáo hoặc pha trộn cả hai. Du lịch sinh thái và nông nghiệp, cùng với đầu tư lớn hơn cho giáo dục, y tế và doanh nghiệp tư nhân, là những yếu tố quan trọng trong chiến lược phát triển của Madagascar.

## Từ nguyên
Trong tiếng Malagasy, đảo Madagascar được gọi là Madagasikara [madaɡasʲˈkʲarə̥] và cư dân trên đảo được gọi là Malagasy. Tên gọi "Madagascar" không có nguồn gốc bản địa song phổ biến đối với người châu Âu từ thời kỳ Trung Cổ. Tên gọi Madageiscar được ghi chép lần đầu trong hồi ký của nhà thám hiểm Venezia Marco Polo trong thế kỷ XIII, nó là một dạng sai lệch của tên Mogadishu, cảng tại Somalia mà Marco Polo đã lẫn lộn về đảo. Trong ngày Thánh Lôrensô năm 1500, nhà thám hiểm người Bồ Đào Nha Diogo Dias đổ bộ lên đảo và đặt tên thánh cho đảo là São Lourenço, song tên gọi của Marco Polo được ưa dùng và phổ biến trong các bản đồ thời Phục Hưng. Không có tên gọi đơn lẻ trong tiếng Malagasy có trước Madagasikara có vẻ từng được cư dân địa phương dùng để gọi đảo, song một số cộng đồng có tên gọi riêng của họ đối với một phần hoặc toàn bộ vùng đất mà họ cư trú.

## Lịch sử

### Thời kỳ ban đầu
Các nhà khảo cổ học ước tính rằng những người định cư đầu tiên đến trên những xuồng chèo từ nam bộ Borneo trong các làn sóng liên tiếp trong suốt giai đoạn từ 350 TCN đến 550 CN, do vậy Madagascar là một trong những vùng đất lớn cuối cùng trên Trái Đất có loài người định cư. Khi đến nơi, những người định cư ban đầu này tiến hành nông nghiệp 'chặt và đốt' để phát quang các khu rừng mưa duyên hải nhằm lấy đất trồng cấy. Những người định đầu tiên chạm trán với các động vật cỡ lớn phong phú trên đảo, gồm có vượn cáo khổng lồ, chim voi, cầy fossa khổng lồ (Cryptoprocta spelea), và hà mã Malagasy, sau đó các loài động vật này bị tuyệt chủng do săn bắn và môi trường sống bị tàn phá. Khoảng năm 600 CN, các nhóm thuộc những người định cư ban đầu này bắt đầu phát quang các khu rừng tại các cao địa trung tâm. Người Ả Rập lần đầu tiên đến đảo trong khoảng thời gian từ thế kỷ VII đến thế kỷ IX. Một làn sóng những người nhập cư nói tiếng Bantu đến đảo từ phần đông nam của châu Phi vào khoảng năm 1000 CN và đưa đến zebu, một loại gia súc sừng dài và có bướu, chúng được nuôi trong các đàn lớn.
Đến khoảng năm 1600, các ruộng lúa được tưới tiêu xuất hiện tại Vương quốc Betsileo trên cao địa trung tâm, và một thế kỷ sau thì mở rộng với các ruộng bậc thang trên khắp Vương quốc Imerina láng giềng. Cường độ canh tác đất đai tăng lên và nhu cầu ngày càng tăng về các bãi chăn thả bò zebu đã biến đổi phần lớn các cao địa trung tâm từ một hệ sinh thái rừng thành thảo nguyên vào khoảng thế kỷ XVII. Lịch sử truyền khẩu của người Merina, phân nhóm có thể đến các cao địa trung tâm từ 600 đến 1000 năm trước, miêu tả về việc chạm trán với một nhóm đã được thành lập từ trước đó mà họ gọi là Vazimba. Người Vazimba có thể là hậu duệ của một làn sóng người Nam Đảo đến định cư từ sớm hơn và có kỹ thuật kém tiến bộ hơn. Các vương Andriamanelo, Ralambo và Andrianjaka của người Merina tiến hành đồng hóa hoặc trục xuất người Vazimba khỏi các cao địa vào thế kỷ XVI hoặc đầu thế kỷ XVII. Ngày nay, các linh hồn của người Vazimba được nhiều cộng đồng Malagasy truyền thống sùng kính như tompontany (chủ nhân thổ địa nguyên thủy).
Madagascar là một trung tâm mậu dịch xuyên đại dương quan trọng, kết nối các cảng tại Ấn Độ Dương trong các thế kỷ ban đầu sau khi có người đến định cư. Lịch sử thành văn của Madagascar bắt đầu với người Ả Rập, họ thiết lập các trạm mậu dịch dọc theo bờ biển tây bắc từ muộn nhất là thế kỷ X và đem đến Hồi giáo, chữ Ả Rập (dùng để chép tiếng Malagasy bằng một dạng chữ viết gọi là sorabe), thuật chiêm tinh Ả Rập và các yếu tố văn hóa khác. Người châu Âu bắt đầu có tiếp xúc với đảo vào năm 1500, khi thuyền trưởng người Bồ Đào Nha Diogo Dias trông thấy đảo. Người Pháp thiết lập các trạm mậu dịch dọc theo bờ biển phía đông của đảo vào cuối thế kỷ XVII.
Từ khoảng năm 1774 đến năm 1824, Madagascar được chú ý đặc biệt trong giới hải tặc và thương nhân châu Âu, đặc biệt là những người tham gia vào buôn bán nô lệ Đại Tây Dương. Đảo nhỏ Nosy Boroha ở ngoài khơi bờ biển đông bắc của Madagascar được một số nhà sử học đề xuất là địa điểm của hải tặc truyền thuyết không tưởng Libertalia. Các thủy thủ người châu Âu bị đắm tàu gần các đường bờ biển của đảo, trong số đó có Robert Drury, nhật ký của người này là một trong các miêu tả bằng văn bản hiếm hoi về sinh hoạt tại nam bộ Madagascar trong thế kỷ XVIII. Sự giàu có bắt nguồn từ mậu dịch hàng hải khuyến khích sự nổi lên của các vương quốc có tổ chức trên đảo, một số trong đó phát triển khá hùng mạnh vào khoảng thế kỷ XVII. Trong số đó có liên minh Betsimisaraka ờ bờ biển phía đông và các tù bang Menabe cùng Boina của người Sakalava trên bờ biển phía tây. Vương quốc Imerina nằm tại các cao địa trung tâm với thủ đô tại vương cung Antananarivo, nổi lên vào khoảng thời gian Quốc vương Andriamanelo trị vì.

### Vương quốc Madagascar

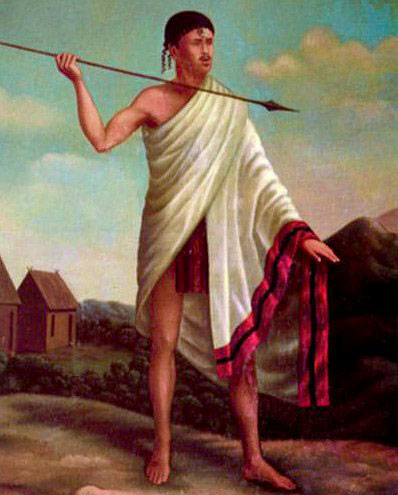
Quốc vương Andrianampoinimerina (trị vì 1787–1810)

Vào lúc nổi lên trong đầu thế kỷ XVII, vương quốc Imerina trên cao địa ban đầu là một thế lực tương đối nhỏ so với các vương quốc lớn hơn ở duyên hải và thậm chí còn yếu hơn vào đầu thế kỷ XVIII khi Quốc vương Andriamasinavalona phân chia lãnh thổ cho bốn người con trai của ông. Sau một thế kỷ chiến loạn và đói kém, Quốc vương Andrianampoinimerina tái thống nhất Imerina vào năm 1793. Từ kinh đô ban đầu là Ambohimanga, và sau đó là từ Rova Antananarivo, Andrianampoinimerina nhanh chóng khuếch trương quyền cai trị của mình ra các quốc gia lân cận. Tham vọng kiểm soát được toàn bộ đảo của Andrianampoinimerina thực hiện được ở mức độ lớn dưới thời con trai và người kế vị của ông là Quốc vương Radama I, người này được chính phủ Anh Quốc công nhận là Quốc vương Madagascar. Năm 1817, Radama I ký kết một hiệp định với thống đốc của Anh Quốc tại Mauritius nhằm bãi bỏ mua bán nô lệ sinh lợi để đổi lấy viện trợ quân sự và chính trị của Anh Quốc. Các sứ tiết truyền giáo từ Hội Truyền giáo Luân Đôn bắt đầu đến đảo vào năm 1818, họ lập nên các trường học, dùng chữ cái Latinh để chép lại tiếng Malagasy, dịch Kinh Thánh, và đưa nhiều kỹ thuật mới đến đảo.
Phản ứng trước các xâm phạm về chính trị và văn hóa ngày càng tăng từ phía Anh Quốc và Pháp, người kế vị Radama I là Nữ vương Ranavalona I ban một chiếu chỉ nghiêm cấm hành lễ Ki-tô giáo tại Madagascar và ép buộc hầu hết người ngoại quốc phải rời khỏi lãnh thổ. Trong số những người ngoại quốc tiếp tục cư trú tại Imerina có Jean Laborde, ông phát triển đạn dược và các ngành công nghiệp khác tại vương quốc nhân danh quân chủ, và Joseph-François Lambert, một nhà thám hiểm và thương nhân nô lệ người Pháp, ông đã ký với Vương tử đương thời Radama II một thỏa thuận mậu dịch gây tranh luận được đặt tên là Hiến chương Lambert. Sau khi kế vị, Radama II nỗ lực nới lỏng các chính sách nghiêm ngặt của Nữ vương Ranavalona I, song hai năm sau ông bị lật đổ bởi Tể tướng Rainivoninahitriniony và một liên minh gồm các triều thần Andriana (quý tộc) và Hova (bình dân), những người này muốn chấm dứt quyền lực tuyệt đối của quân chủ. Sau chính biến, các triều thần đề nghị cho vương hậu của Radama II là Rasoherina có cơ hội đăng cơ, với điều kiện bà phải chấp thuận một thỏa thuận chia sẻ quyền lực với Tể tướng, khế ước xã hội mới này được xác nhận bằng một cuộc hôn nhân chính trị giữa Nữ vương và Tể tướng. Rasoherina chấp thuận, đầu tiên bà tái giá với Rainivoninahitriniony, sau đó hạ bệ Rainivoninahitriniony và tái giá với em của người này là Tể tướng Rainilaiarivony, vị Tể tướng này sau đó lần lượt kết hôn với Nữ vương Ranavalona II và Nữ vương Ranavalona III.
Trong thời gian 31 năm Rainilaiarivony làm tể tướng, nhiều chính sách được thông qua nhằm hiện đại hóa và củng cố quyền lực của chính phủ trung ương. Trường học được dựng lên trên khắp đảo và việc học tập [tại khu vực đó] là bắt buộc. Tổ chức quân đội được cải tiến, và các cố vấn Anh Quốc được thuê để huấn luyện và chuyên nghiệp hóa các quân nhân. Đa thê bị đặt ra ngoài vòng pháp luật, và triều đình tuyên bố Ki-tô giáo là quốc giáo vào năm 1869, tôn giáo này được một phần ngày càng tăng trong dân chúng chấp thuận đồng thời với các đức tin truyền thống. Các điều luật được cải cách dựa trên thông luật của Anh Quốc và ba tòa án kiểu Âu được thiết lập tại thủ đô. Trong vai trò đồng thời là Tổng tư lệnh, Rainilaiarivony cũng bảo đảm phòng thủ thành công Madagascar trước một số cuộc xâm nhập của thực dân Pháp.

### Pháp thuộc
Chủ yếu dựa trên cơ sở rằng Hiến chương Lambert không được tôn trọng, Pháp xâm chiếm Madagascar vào năm 1883, cuộc chiến được gọi là Chiến tranh Pháp-Hova lần thứ nhất. Đến cuối cuộc chiến, Madagascar nhượng đô thị cảng Antsiranana (Diego Suarez) ở phía bắc cho Pháp và trả 560.000 franc cho những người thừa kế của Lambert. Năm 1890, Anh Quốc chấp thuận đòi hỏi chính thức đầy đủ về một chế độ bảo hộ của Pháp trên đảo, song nhà cầm quyền Pháp không được chính phủ Madagascar công nhận. Để buộc chính phủ Madagascar đầu hàng, người Pháp bắn phá và chiếm cảng Toamasina trên bờ biển phía đông, và Mahajanga trên bờ biển phía tây, lần lượt vào tháng 12 năm 1894 và tháng 1 năm 1895. Một đội quân cơ động của Pháp sau đó hành quân hướng đến Antananarivo, để mất nhiều quân nhân do sốt rét và các bệnh khác. Quân tiếp viện của Pháp đến từ Algérie và châu Phi hạ Sahara. Khi đến thành phố vào tháng 9 năm 1895, đội quân này dùng pháo hạng nặng bắn phá vương cung, gây thương vong nặng nề và khiến Nữ vương Ranavalona III phải đầu hàng. Pháp sáp nhập Madagascar vào năm 1896 và tuyên bố đảo là một thuộc địa vào năm sau đó, bãi bỏ chế độ quân chủ Merina và đưa vương thất đi sống lưu vong trên đảo Réunion và đến Algérie. Một phong trào phản kháng kéo dài hai năm của người bản địa bị dập tắt trên thực tế vào cuối năm 1897.
Dưới thời cai trị thực dân, các đồn điền được lập ra để sản xuất nhiều nông sản xuất khẩu. Chế độ nô lệ bị bãi bỏ vào năm 1896, song nhiều người trong số 500.000 nô lệ được giải phóng vẫn ở tại gia viên chủ nhân cũ trong thân phận đầy tớ. Các đại lộ trải nhựa rộng rãi và các tòa nhà hội họp được xây dựng tại thủ đô Antananarivo và tổ hợp cung Rova được chuyển thành một bảo tàng. Có thêm các trường học được xây dựng, đặc biệt là tại các khu vực nông thôn và duyên hải- những nơi chưa có trường dưới thời Merina. Giáo dục là bắt buộc trong độ tuổi từ 6 đến 13 và tập trung chủ yếu vào tiếng Pháp và các kỹ năng thực hành. Truyền thống của triều đình Merina về trả thuế dưới hình thức lao động vẫn tiếp tục dưới thời Pháp thuộc, những người này được sử dụng để xây dựng một tuyến đường sắt và các đường bộ kết nối các thành thị duyên hải chính yếu đến Antananarivo. Các quân nhân người Malagasy chiến đấu cho Pháp trong Chiến tranh thế giới thứ nhất. Trong thập niên 1930, các nhà tư tưởng chính trị của Đức Quốc xã phát triển kế hoạch Madagascar trên cơ sở các đề xuất trước đó từ Ba Lan và những nơi khác tại châu Âu mà theo đó xác định đảo là một địa điểm tiềm năng để trục xuất người Do Thái tại châu Âu. Trong Chiến tranh thế giới thứ hai, đảo là nơi diễn ra trận Madagascar giữa Chính phủ Vichy Pháp và Anh Quốc. Việc Pháp bị chiếm đóng trong Chiến tranh thế giới thứ hai làm hoen ố uy tín chính quyền thực dân tại Madagascar và kích động phong trào độc lập phát triển, dẫn đến Nổi dậy Malagasy vào năm 1947. Phong trào này khiến Pháp phải lập các thiết chế cải cách vào năm 1956 theo Loi Cadre (Đạo luật Cải cách Hải ngoại), và Madagascar chuyển dịch hướng đến độc lập một cách hòa bình. Cộng hòa Malagasy được tuyên bố vào ngày 14 tháng 10 năm 1958, với địa vị là một nước tự trị trong Cộng đồng Pháp. Một giai đoạn chính phủ lâm thời kết thúc bằng việc thông qua một bản hiến pháp vào năm 1959 và độc lập hoàn toàn vào ngày 26 tháng 6 năm 1960.

### Quốc gia độc lập

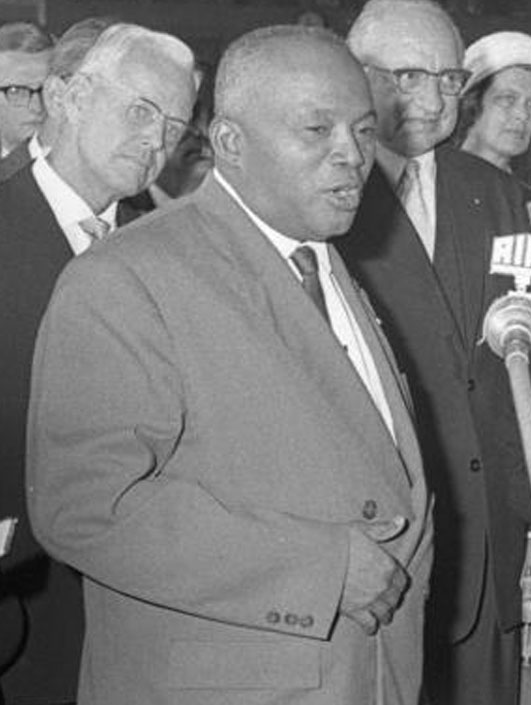
Philibert Tsiranana, tổng thống đầu tiên của Madagascar (1960–72)

Kể từ khi giành được độc lập, Madagascar trải qua bốn nền cộng hòa tương ứng với số lần sửa đổi hiến pháp. Đệ Nhất cộng hòa (1960–72) dưới sự lãnh đạo của Tổng thống Philibert Tsiranana, với đặc trưng là tiếp nối các quan hệ kinh tế và chính trị mạnh mẽ với Pháp. Nhiều vị trí cấp cao mang tính kỹ thuật được trao cho những người gốc Pháp; và các giáo viên tiếng Pháp, sách giáo khoa và chương trình giảng dạy tiếng Pháp tiếp tục được sử dụng trong các trường học trên toàn quốc. Phẫn uất của quần chúng đối với sự khoan dung của Tsiranana cho dàn xếp "tân thực dân" này kích động một loạt các cuộc biểu tình của nông dân và sinh viên, lật đổ chính quyền của Tsiranana vào năm 1972.
Thiếu tướng quân đội Gabriel Ramanantsoa được bổ nhiệm làm Tổng thống và Thủ tướng lâm thời trong cùng năm, song do sự ủng hộ của quần chúng thấp nên ông buộc phải từ chức vào năm 1975. Đại tá quân đội Richard Ratsimandrava được bổ nhiệm làm người kế nhiệm song bị ám sát chỉ sáu ngày sau khi nhậm chức. Tướng Gilles Andriamahazo sau đó trở thành người cai trị đất nước trong bốn tháng trước khi bị Phó đô đốc Didier Ratsiraka thay thế. Nhiệm kỳ của Didier Ratsiraka tương ứng với Đệ Nhị cộng hòa (1975-1992), với chính phủ xã hội chủ nghĩa-Marxist. Trong giai đoạn này, Madagascar liên kết chính trị với các quốc gia trong khối phía Đông và chuyển hướng sang cô lập về kinh tế. Các chính sách này đi đôi với các áp lực kinh tế bắt nguồn từ Khủng hoảng dầu mỏ 1973 khiến cho kinh tế Madagascar nhanh chóng sụp đổ và mức sinh hoạt suy giảm mạnh, còn quốc gia thì hoàn toàn phá sản vào năm 1979. Chính quyền của Ratsiraka chấp thuận các điều kiện về minh bạch, các biện pháp chống tham nhũng và các chính sách thị trường tự do của Quỹ Tiền tệ Quốc tế, Ngân hàng Thế giới và các nhà tài trợ song phương khác để đổi lấy cứu trợ tài chính của họ cho nền kinh tế Madagascar.
Sự ủng hộ của quần chúng đối với Chính phủ Ratsiraka suy giảm vào cuối thập niên 1980, và đạt một điểm tới hạn vào năm khi khi vệ binh tổng thống khai hỏa vào những người biểu tình không mang vũ khí trong một cuộc tập hợp. Trong vòng hai tháng, một chính phủ chuyển tiếp được thành lập dưới sự lãnh đạo của Albert Zafy, người này giành chiến thắng trong cuộc bầu cử tổng thống vào năm 1992 và mở đầu cho Đệ Tam Cộng hòa (1992–2010). Hiến pháp mới của Madagascar thiết lập một nền dân chủ đa đảng và phân chia quyền lực với quyền kiểm soát đáng kể được trao cho Quốc hội. Hiến pháp mới cũng nhấn mạnh nhân quyền, các quyền tự do xã hội và chính trị, và thương mại tự do. Tuy nhiên, nhiệm kỳ của Albert Zafy bị tổn hại do suy thoái kinh tế, các cáo buộc tham nhũng, và đệ trình các dự luật nhằm trao cho bản thân tổng thống thêm nhiều quyền lực. Albert Zafy bị buộc tội vào năm 1996, Norbert Ratsirahonana được bổ nhiệm làm tổng thống lâm thời trong ba tháng cho đến cuộc bầu cử tổng thống tiếp theo. Ratsiraka sau đó được bầu làm tổng thống với cương lĩnh chính trị phân quyền và cải cách kinh tế, nhiệm kỳ thứ hai này của ông kéo dài từ năm 1996 đến năm 2001.
Trong bầu cử tổng thống năm 2001 gây tranh luận, thị trưởng Antananarivo khi đó là Marc Ravalomanana cuối cùng nổi lên là người chiến thắng. Sau đó là bế tắc chính trị kéo dài bảy tháng trong năm 2002 giữa những người ủng hộ của Ravalomanana và những người ủng hộ của Ratsiraka. Cuộc khủng hoảng chính trị tác động tiêu cực đến kinh tế, chúng dần được khắc phục bằng các chính sách kinh tế và chính trị tiến bộ của Ravalomanana. Theo đó, chính phủ Madagascar khuyến khích đầu tư vào giáo dục và du lịch sinh thái, tạo thuận lợi cho đầu tư trực tiếp nước ngoài, và cải thiện quan hệ đối tác thương mại cả ở tầm khu vực và thế giới. Trong nửa sau nhiệm kỳ thứ hai của mình, Ravalomanana bị các quan sát viên quốc nội và quốc tế chỉ trích, họ cáo buộc ông ngày càng độc đoán và tham nhũng.
Lãnh tụ đối lập và thị trưởng Antananarivo đương thời là Andry Rajoelina lãnh đạo một phong trào vào đầu năm 2009, kết quả là Ravalomanana bị loại khỏi quyền lực trong một quá trình vi hiến bị chỉ trích rộng rãi là một đảo chính. Tháng 3 năm 2009, Rajoelina được Tòa án Tối cao tuyên bố là Chủ tịch của Chính phủ quá độ cấp cao, chịu trách nhiệm đưa đất nước hướng tới bầu cử tổng thống. Năm 2010, hiến pháp mới được thông qua trong một cuộc trưng cầu dân ý, thiết lập Đệ Tứ Cộng hòa, theo đó duy trì cấu trúc dân chủ, đa đảng giống như trong hiến pháp trước đó. Hery Rajaonarimampianina giành chiến thắng trong vòng hai cuộc bầu cử tổng thống được tổ chức vào tháng 12 năm 2013.
Vào tháng 6 năm 2025, Ủy ban chung Pháp-Malagasy sẽ họp. Ủy ban này chịu trách nhiệm quyết định về việc trả lại các đảo rải rác cho Madagascar.

## Địa lý
Madagascar có tổng diện tích 592.800 kilômét vuông (228.900 dặm vuông Anh), là quốc gia rộng lớn thứ 47 trên thế giới và đảo chính là đảo lớn thứ tư trên thế giới. Quốc gia hầu như nằm giữa vĩ độ 12°N và 26°N, và giữa kinh độ 43°Đ và 51°Đ. Các đảo lân cận Madagascar gồm có tỉnh hải ngoại Réunion thuộc Pháp và quốc gia Mauritius ở phía đông, quốc gia Comoros và tỉnh hải ngoại Mayotte thuộc Pháp ở phía tây bắc. Phía tây là Mozambique, đây là quốc gia nằm gần Madagascar nhất trong số các quốc gia thuộc lục địa châu Phi, hai quốc gia tách biệt nhau qua eo biển Mozambique.
Việc siêu lục địa Gondwana vỡ vào thời tiền sử đã phân tách đại lục Madagascar-châu Nam Cực-Ấn Độ khỏi lục địa châu Phi-Nam Mỹ khoảng 135 triệu năm trước. Madagascar sau đó lại tách khỏi Ấn Độ từ khoảng 88 triệu năm trước, do vậy các loài thực vật và động vật trên đảo tiến hóa tương đối cô lập.
Dọc theo chiều dài bờ biển phía đông của đảo là một vách đứng hẹp và dốc, có phần lớn rừng đất thấp nhiệt đới còn lại của đảo. Ở phía tây của dãy này một cao nguyên nằm ở trung tâm của đảo với cao độ từ 750 đến 1.500 m (2.460 đến 4.920 ft) trên mực nước biển. Các cao địa trung tâm này về mặt lịch sử là quê hương của người Merina và có thủ đô Antananarivo, là phần có mật độ dân cư đông đức nhất của đảo và có đặc trưng là địa hình bậc thang, các thung lũng trồng lúa nằm giữa các đồi cỏ và các rừng bán ẩm nằm rải rác mà khi trước từng bao phủ khu vực cao địa. Ở phía tây của các cao địa, địa hình ngày càng khô hạn và dần dốc xuống eo biển Mozambique, tiếp đến là các đầm lầy ngập mặn nằm dọc bờ biển.
Các đỉnh cao nhất của Madagascar nổi lên từ ba khối cao địa lồi lên: Maromokotro 2.876 m (9.436 ft) trên khối núi Tsaratanana là điểm cao nhất trên đảo, tiếp theo là đỉnh Boby 2.658 m (8.720 ft) trên khối núi Andringitra và Tsiafajavona 2.643 m (8.671 ft) trên khối núi Ankaratra. Ở phía đông, Canal des Pangalanes (sông đào Pangalanes) là một chuỗi các hồ nhân tạo và tự nhiên kết nối bằng các kênh đào được người Pháp xây dựng ngay vùng nội địa gần đường bờ biển phía đông, chạy song song với nó khoảng 600 km (370 mi). Mặt phía tây và phía nam nằm trên bóng mây của các cao địa trung tâm, có các rừng rụng lá khô, rừng gai, hoang mạc và cây bụi khô hạn. Do hai vùng này có mật độ dân số thấp, các rừng rụng lá khô của Madagascar được bảo tồn tốt hơn các rừng mưa ở phía đông hay các miền rừng nguyên bản trên cao nguyên trung tâm. Bờ biển phía tây có đặc trưng với nhiều bến cảng được che chắn, song lắng bùn là một vấn đề lớn do trầm tích, chúng xuất phát từ hiện tượng xói mòn nội địa ở mức độ cao và theo các sông chảy qua những đồng bằng phía tây rộng lớn.
Kết hợp của gió mậu dịch đông nam và gió mùa tây bắc tạo ra một mùa mưa nóng (tháng 11-4) với các xoáy thuận thường xuyên tấn công, và một mùa khô tương đối mát hơn (tháng 5–10). Những đám mây mưa bắt nguồn trên Ấn Độ Dương trút phần lớn hơi ẩm của chúng xuống bờ biển phía đông của đảo; lượng mưa lớn giúp nuôi dưỡng hệ sinh thái rừng mưa của vùng. Các cao địa trung tâm khô hơn và mát hơn, còn phần phía tây thì còn khô hơn nữa, một khí hậu bán khô hạn chiếm ưu thế tại nội địa phía tây nam và phía nam của đảo. Các xoáy thuận nhiệt đới thường gây thiệt hại đến cơ sở hạ tầng, kinh tế địa phương, cũng như gây thiệt hại về nhân mạng.

### Sinh thái
Do cô lập kéo dài với các lục địa khác, Madagascar là nơi sinh sống của nhiều loài thực vật và động vật không tìm thấy ở nơi nào khác trên Trái Đất. Xấp xỉ 90% toàn bộ các loài thực vật và động vật được phát hiện được tại Madagascar là loài đặc hữu, bao gồm các loài vượn cáo, fossa ăn thịt và nhiều loài chim. Sự đặc biệt về sinh thái học này khiến một số nhà sinh thái học gọi Madagascar là "lục địa thứ tám", và đảo được Tổ chức Bảo tồn Quốc tế phân loại là một điểm nóng đa dạng sinh học.
Trên 80% trong số 14.883 loài thực vật của Madagascar không tìm thấy ở nơi nào khác trên thế giới, bao gồm 5 họ thực vật. Họ Didiereaceae gồm 4 chi và 11 loài chỉ hạn chế trong các khu rừng gai ở tây nam Madagascar. Bốn phần năm số loài trong họ Pachypodium là loài đặc hữu của đảo. Ba phần tư trong số 860 loài lan của Madagascar chỉ được tìm thấy trên đảo, cũng như sáu trong số tám loài bao báp trên thế giới. Đảo là nơi sinh sống của khoảng 170 loài thuộc họ Cau, nhiều gấp ba lần so với số loài thuộc họ này tại đại lục châu Phi; 165 trong số đó là loài đặc hữu. Nhiều loài thực vật bản địa được sử dụng làm thảo dược để chữa nhiều bệnh. Các dược phẩm vinblastine và vincristine, sử dụng để điều trị bệnh u Hodgkin, ung thư bạch cầu và các loại ung thư khác, được lấy từ dừa cạn Madagascar. Chuối rẻ quạt, người dân địa phương gọi là ravinala và là loài đặc hữu trong các rừng mưa phía đông, là loài mang tính biểu tượng cao của Madagascar và được đưa vào quốc huy cũng như biểu trưng của Air Madagascar.
Động vật Madagascar cũng đa dạng và có tỷ lệ đặc hữu cao. Vượn cáo được Tổ chức Bảo tồn Quốc tế mô tả là "loài thú kì hạm của Madagascar". Trong môi trường không có khỉ và các đối thủ khác, những động vật linh trưởng này thích nghi với những môi trường sống đa dạng và tiến hóa thành nhiều loài. Năm 2012, chính thức có 103 loài và phân loài vượn cáo, 39 trong số đó do các nhà động vật học mô tả từ năm 2000 đến năm 2008. Chúng hầu như đều được phân loại là loài quý hiếm, dễ bị tổn thương, hoặc gặp nguy hiểm. Có ít nhất 17 loài vượn cáo bị tuyệt chủng kể từ khi loài người đến Madagascar, toàn bộ trong số đó đều lớn hơn các loài vượn cáo còn lại ngày nay.
Một số loài thú khác, bao gồm fossa giống như họ Mèo, là loài đặc hữu của Madagascar. Ghi nhận được trên 300 loài chim trên đảo, trong đó trên 60% (gồm 4 họ và 42 chi) là loài đặc hữu. Một vài họ và chi bò sát đến được Madagascar đã đa dạng hóa thành trên 260 loài, với trên 90% trong số đó là loài đặc hữu (bao gồm một họ đặc hữu). Đảo là nơi sinh sống của hai phần ba số loài tắc kè hoa trên thế giới, gồm có Brookesia micra- loài nhỏ nhất được biết tới. Các loài cá đặc hữu tại Madagascar bao gồm hai họ, 14 chi, và trên 100 loài, sống chủ yếu trong các hồ nước ngọt và sông trên đảo. Mặc dù các động vật không xương sống vẫn còn được nghiên cứu ít tại Madagascar, song các nhà nghiên cứu phát triện ra tỷ lệ cao các loài đặc hữu trong số những loài được biết đến. Toàn bộ 651 loài ốc cạn là loài đặc hữu, tương tự như phần lớn bướm, bọ hung, cánh gân, nhện, chuồn chuồn trên đảo.

### Thách thức môi trường
Hệ động thực vật đa dạng của Madagascar bị đe dọa từ các hoạt động của con người. Từ khi loài người đến đảo vào khoảng 2.500 năm trước, Madagascar mất trên 90% rừng nguyên sinh. Số rừng mất đi này phần lớn là do tavy (màu mỡ hay béo), một thói quen nông nghiệp 'chặt và đốt' được những người định cư đầu tiên đưa đến Madagascar. Các nông dân Madagascar tiến hành và duy trì thói quen này không chỉ vì lợi ích thiết thực của nó như là một kỹ thuật nông nghiệp, mà còn vì các liên kết về mặt văn hóa của nó với sự thịnh vượng, sức khỏe và tôn kính phong tục tổ tiên (fomba malagasy). Do mật độ dân số tại đảo tăng lên, phá rừng bắt đầu tăng tốc từ khoảng 1.400 năm trước. Đến khoảng thế kỷ XVI, các khu rừng nguyên sinh tại cao địa trung tâm phần lớn đã bị phát quang. Các yếu tố gần đây hơn góp phần vào việc mất rừng che phủ gồm có tăng trưởng quy mô đàn gia súc kể từ khi chúng được đưa đến khoảng 1.000 năm trước, tiếp tục phụ thuộc vào than củi để nấu ăn, và cà phê nổi lên như là một cây trồng công nghiệp trong thế kỷ qua. Theo một ước tính thận trọng, khoảng 40% số rừng che phủ nguyên sinh bị mất từ thập niên 1950 đến năm 2000, các miền rừng còn lại thưa đi khoảng 80%. Có dự đoán rằng toàn bộ các rừng mưa trên đảo, trừ rừng trong các khu vực được bảo vệ và các sườn núi phía đông dốc nhất, sẽ bị phát quang cho đến năm 2025.
Tàn phá môi trường sống và săn bắn đe dọa nhiều loài đặc hữu của Madagascar hoặc đẩy chúng đến tuyệt chủng. Các loài chim voi trên đảo là một họ đà điểu khổng lồ đặc hữu, chúng bị tuyệt chủng vào thế kỷ XVII hoặc trước đó, nguyên nhân khả dĩ nhất là do loài người săn bắn chim trưởng thành và lấy những quả trứng vốn có kích thước to của chúng để làm thực phẩm. Nhiều loài vượn cáo khổng lồ biến mất cùng với việc những người định cư đến đảo, trong khi các loài khác bị tuyệt chủng trong quá trình kéo dài nhiều thế kỷ khi mà dân số loài người tăng lên tạo áp lực lớn hơn lên môi trường sống của vượn cáo, và trong một số cộng đồng dân cư, tốc độ săn bắn vượn cáo làm thực phẩm tăng lên.

## Chính phủ
Madagascar là một nước cộng hòa đa đảng dân chủ đại nghị bán tổng thống, trong đó tổng thống dân cử là nguyên thủ quốc gia và lựa chọn một thủ tướng, người này giới thiệu các ứng cử viên bộ trưởng lên tổng thống để hình thành nội các. Theo hiến pháp, quyền hành pháp do chính phủ thực thi, quyền lập pháp được trao cho nội các bộ trưởng, Tham nghị viện và Quốc hội, song trên thực tế hai cơ quan sau có rất ít quyền lực hay vai trò lập pháp. Ở cấp địa phương, mỗi một trong 22 tỉnh của quốc gia do một thống đốc và hội đồng tỉnh quản lý. Tỉnh được chia thành các vùng và xã. Hệ thống tư pháp của Madagascar theo mô hình của hệ thống Pháp, với một Tòa án Hiến pháp cấp cao, Tòa án Tư pháp cấp cao, Tòa án Tối cao, Tòa án Thượng thẩm, các tòa án hình sự, và các tòa án xét xử sơ thẩm. Các tòa án tuân theo dân luật, và thiếu khả năng để xét xử nhanh chóng và minh bạch các vụ tố tụng trong hệ thống tư pháp, thường bắt người bị cáo phải chịu giam giữ kéo dài trong các nhà tù thiếu vệ sinh và đông đúc trước khi được xét xử.
Từ khi Madagascar giành độc lập từ Pháp vào năm 1960, sự chuyển tiếp chính trị của đảo quốc được đánh dấu bằng nhiều cuộc biểu tình của quần chúng, một số cuộc bầu cử có tranh chấp, hai cuộc đảo chính quân sự và một vụ ám sát. Các cuộc khủng hoảng chính trị trên đảo thường tái diễn và kéo dài, ảnh hưởng bất lợi cho kinh tế bản địa, các quan hệ quốc tế, và mức sinh hoạt của người dân. Tám tháng bế tắc chính trị sau cuộc bầu cử tổng thống năm 2001 khiến Madagascar mất hàng triệu đô la thu nhập từ du lịch và thương mại cũng như thiệt hại về cơ sở hạ tầng với những vụ đánh bom cầu và các tòa nhà hư hại do bị phóng hỏa. Một loạt các cuộc biểu tình do Andry Rajoelina lãnh đạo nhằm chống Tống thống Marc Ravalomanana vào đầu năm 2009 đã trở nên quá khích, với trên 170 người bị giết. Sau khi chính phủ chuyển tiếp của Andry Rajoelina được lập ra, nhiều nhà tài trợ song phương và tổ chức liên chính phủ đóng băng viện trợ và đình chỉ quan hệ ngoại giao chính thức với Madagascar, khiến phát triển kinh tế bị đình trệ và nhiều thành tựu đạt được dưới chính phủ trước đó bị đảo ngược. Chính trị hiện đại tại Madagascar mang màu sắc lịch sử của việc người Merina khuất phục các cộng đồng duyên hải dưới quyền cai trị của họ trong thế kỷ XIX. Hậu quả tất nhiên là tình trạng căng thẳng giữa dân cư cao địa và duyên hải bùng phát theo định kỳ thành các sự kiện bạo lực riêng biệt.
Madagascar về mặt lịch sử được nhìn nhận là đứng bên lề các công việc chính của châu Phi mặc dù đảo quốc là một sáng lập của Tổ chức châu Phi Thống nhất, tiền thân của Liên minh châu Phi. Madagascar không được cho phép tham dự hội nghị thượng đỉnh đầu tiên của Liên minh châu Phi do tranh chấp về kết quả bầu cử tổng thống năm 2001, song tái gia nhập Liên minh châu Phi vào tháng 7 năm 2003 sau 14 tháng gián đoạn. Tuy nhiên, Madagascar lại bị Liên minh châu Phi đình chỉ tư cách thành viên vào tháng 3 năm 2009 sau khi quyền hành pháp được chuyển giao cho Andry Rajoelina một cách vi hiến. Madagascar là một thành viên của Tòa án Hình sự Quốc tế với một Hiệp định miền trừ song phương nhằm bảo vệ các quân nhân Hoa Kỳ.
Nhân quyền tại Madagascar được bảo vệ theo hiến pháp và quốc gia đã ký kết nhiều hiệp định quốc tế, gồm có Tuyên ngôn Quốc tế Nhân quyền và Công ước về Quyền trẻ em. Các nhóm thiểu số về tôn giáo, dân tộc, và giới tính được bảo vệ theo pháp luật. Tự do lập hội và hội họp cũng được đảm bảo theo pháp luật, song trong thực tế việc từ chối cấp phép cho tập hợp công cộng vẫn thỉnh thoảng diễn ra nhằm cản trở tuần hành chính trị.

### Hành chính

Bản đồ các vùng của Madagascar

Madagascar được chia thành 23 vùng (faritra), 119 huyện, 1,579 xã và 17,485 fokontany.
| Số trên bản đồ | Vùng              | Diện tích (km2) | Dân số (2018) | Mật độ dân số mỗi km2 | Thủ phủ              | Tỉnh cũ      |
| -------------- | ----------------- | --------------- | ------------- | --------------------- | -------------------- | ------------ |
| 1              | Diana             | 19,266          | 889,736       | 36.3                  | Antsiranana          | Antsiranana  |
| 2              | Sava              | 25,518          | 1,123,013     | 38.4                  | Sambava              | Antsiranana  |
| 3              | Itasy             | 6,993           | 897,962       | 104.8                 | Miarinarivo          | Antananarivo |
| 4              | Analamanga        | 16,911          | 3,618,128     | 198.0                 | Antananarivo         | Antananarivo |
| 5              | Vakinankaratra    | 16,599          | 2,074,358     | 108.6                 | Antsirabe            | Antananarivo |
| 6              | Bongolava         | 16,688          | 674,474       | 27.4                  | Tsiroanomandidy      | Antananarivo |
| 7              | Sofia             | 50,100          | 1,500,227     | 24.9                  | Antsohihy            | Mahajanga    |
| 8              | Boeny             | 31,046          | 931,171       | 25.8                  | Mahajanga            | Mahajanga    |
| 9              | Betsiboka         | 30,025          | 394,561       | 9.8                   | Maevatanana          | Mahajanga    |
| 10             | Melaky            | 38,852          | 309,805       | 7.5                   | Maintirano           | Mahajanga    |
| 11             | Alaotra-Mangoro   | 31,948          | 1,255,514     | 32.1                  | Ambatondrazaka       | Toamasina    |
| 12             | Atsinanana        | 21,934          | 1,484,403     | 57.9                  | Toamasina            | Toamasina    |
| 13             | Analanjirofo      | 21,930          | 1,152,345     | 47.2                  | Fenoarivo Atsinanana | Toamasina    |
| 14             | Amoron'i Mania    | 16,141          | 833,919       | 44.3                  | Ambositra            | Fianarantsoa |
| 15             | Matsiatra Ambony  | 21,080          | 1,447,296     | 56.9                  | Fianarantsoa         | Fianarantsoa |
| 16             | Vatovavy          | 12,775          | 705,675       | 72.2                  | Mananjary            | Fianarantsoa |
| 17             | Atsimo-Atsinanana | 18,863          | 1,026,674     | 47.6                  | Farafangana          | Fianarantsoa |
| 18             | Ihorombe          | 26,391          | 418,520       | 11.8                  | Ihosy                | Fianarantsoa |
| 19             | Menabe            | 46,121          | 700,577       | 12.8                  | Morondava            | Toliara      |
| 20             | Atsimo-Andrefana  | 66,236          | 1,799,088     | 19.9                  | Toliara              | Toliara      |
| 21             | Androy            | 19,317          | 903,376       | 38.0                  | Ambovombe-Androy     | Toliara      |
| 22             | Anosy             | 25,731          | 809,313       | 26.1                  | Tôlanaro             | Toliara      |
| 23             | Fitovinany        | 19,605          | 1,435,882     | 72.2                  | Manakara             | Fianarantsoa |

### Quốc phòng
Sự nổi lên của các vương quốc tập trung hóa của người Sakalava, Merina và các dân tộc khác hình thành nên các quân đội thường trực đầu tiên trên đảo vào khoảng thế kỷ XVI. Ban đầu, các quân nhân được trang bị với giáo, song sau đó là với súng hỏa mai, súng thần công và các sùng cầm tay khác. Đến khoảng đầu thế kỷ XIX, các quân chủ người Merina của Vương quốc Madagascar kiểm soát được phần lớn đảo nhờ huy động được một quân đội được đào tạo và số quân nhân được vũ trang lên đến 30.000 người. Các cuộc tấn công của Pháp vào các đô thị ven biển vào cuối thế kỷ XIX thúc đẩy Tể tướng đương thời là Rainilaiarivony khẩn khoản người Anh giúp cung cấp sự huấn luyện cho quân đội của vương quốc. Mặc dù được các cố vấn quân sự người Anh huấn luyện và lãnh đạo, quân đội Malagasy vẫn không thể chống cự trước các vũ khí của người Pháp và buộc phải đầu hàng sau một cuộc tiến công vào vương cung tại Antananarivo. Madagascar được tuyên bố là một thuộc địa của Pháp vào năm 1897.
Độc lập chính trị và chủ quyền của các lực lượng vũ trang Malagasy, bao gồm lục quân, hải quân, và không quân, được khôi phục khi quốc gia giành độc lập từ Pháp vào năm 1960. Kể từ đó, quân đội Malagasy chưa từng tham gia vào xung đột quân sự với quốc gia khác hay trong biên giới của mình, song đôi khi tiến hành can thiệp nhằm khôi phục trật tự trong các giai đoạn bất ổn định chính trị. Dưới chế độ Đệ Nhị Cộng hòa Xã hội chủ nghĩa, Đô đốc Didier Ratsiraka áp đặt nghĩa vụ quân sự hoặc dân sự bắt buộc với toàn bộ thanh niên Madagascar bất kể giới tính, chính sách này duy trì hiệu lực từ năm 1976 đến năm 1991. Quân đội nằm dưới quyền chỉ huy của Bộ trưởng Nội vụ và vẫn trung lập ở mức độ cao trong các thời kỳ khủng hoảng chính trị, như trong bế tắc kéo dài trong cuộc bầu cử tổng thống gây tranh cãi năm 2001, khi đó quân đội từ chối can thiệp để ủng hộ một trong hai ứng cử viên. Truyền thống này bị phá vỡ vào năm 2009, khi một bộ phận quân đội đào ngũ sang phía Thị trưởng Antananarivo đương thời là Andry Rajoelina để ủng hộ nỗ lực của người này nhằm buộc Tổng thống Ravalomanana từ bỏ quyền lực.
Bộ trưởng Nội vụ chịu trách nhiệm với lực lượng cảnh sát quốc gia, lực lượng hiến binh và cảnh sát mật. Cảnh sát và lực lượng hiến binh lập đồn và quản lý ở cấp địa phơng. Tuy nhiên, vào năm 2009 có ít hơn một phần ba số xã có thể tiếp cận các dịch vụ của lực lượng an ninh này, với hầu hết là thiếu trụ sở cấp địa phương cho lực lượng. Tòa án cộng đồng truyền thống, được gọi là dina, do những người cao tuổi hoặc các nhân vật đại diện khác chủ trì. Chúng vẫn là một cách thức quan trọng để tư pháp được thực thi tại các khu vực nông thôn, vốn là những nơi mà nhà nước có sự hiện diện còn yếu kém. Về mặt lịch sử, an ninh trên toàn đảo quốc tương đối cao. Tỷ lệ tội phạm bạo lực ở mức thấp, và các hoạt động tội phạm chủ yếu là tội phạm cơ hội như móc túi và trộm vặt, song mại dâm trẻ em, buôn bán người và sản xuất-mua bán cần sa và các loại ma túy trái phép khác đang tăng lên.

## Kinh tế

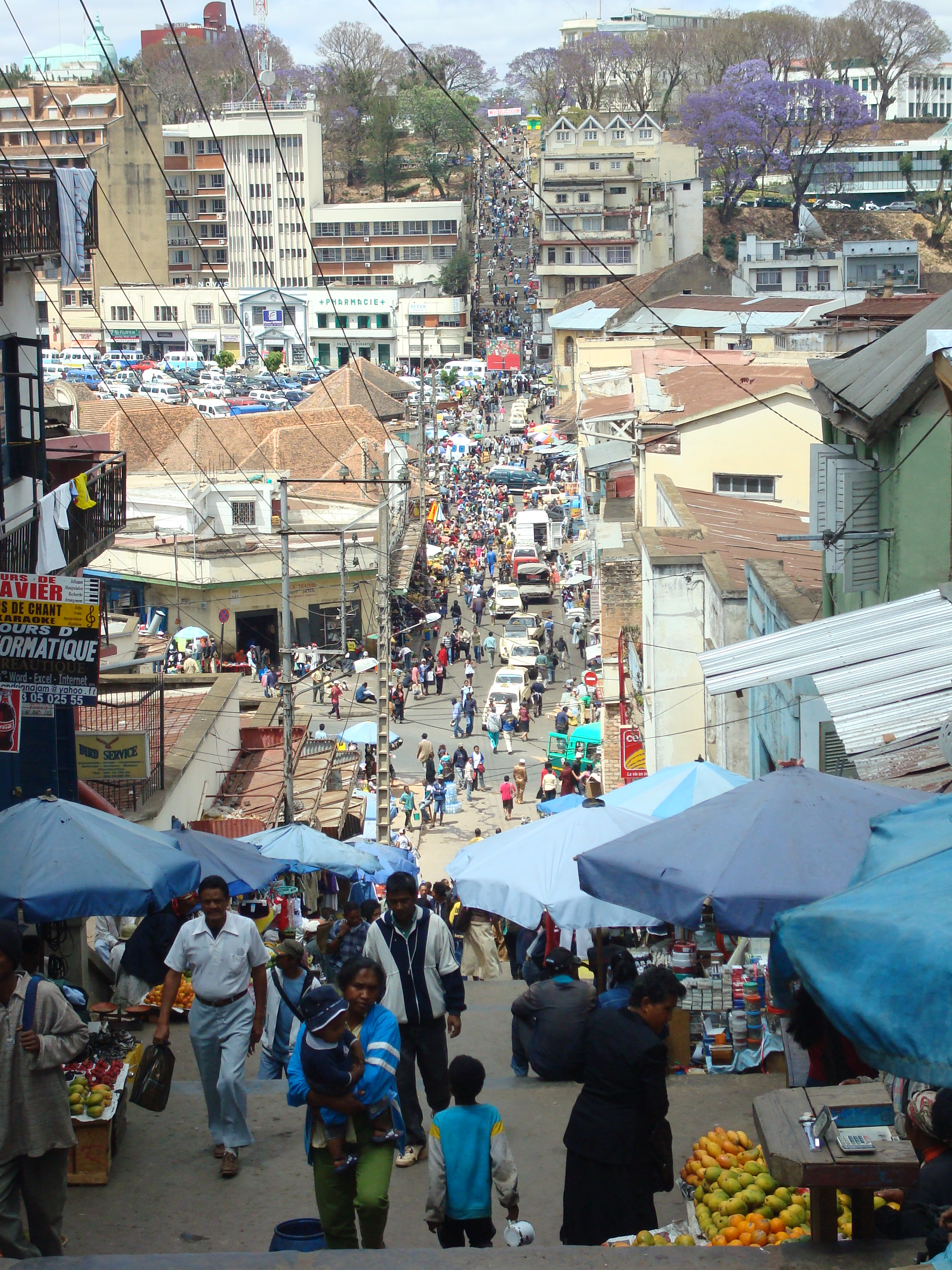
Đường phố tại thủ đô Antananarivo.

Dưới thời Đệ Nhất Cộng hòa, Pháp có ảnh hưởng mạnh lên việc lập kế hoạch và chính sách kinh tế của đảo quốc, và cũng là đối tác thương mại chủ chốt. Các sản phẩm chủ lực được trồng rồi phân phối ra toàn quốc thông qua các hợp tác xã của nhà sản xuất và người tiêu dùng. Chính phủ có các sáng kiến như một chương trình phát triển nông thôn và các nông trại quốc doanh được thiết lập để thúc đẩy sản xuất các hàng hóa như lúa, cà phê, gia súc, tơ và dầu cọ. Sự bất mãn rộng rãi đối với các chính sách này là một yếu tố quan trọng trong việc khởi đầu Đệ Nhị Cộng hòa Xã hội chủ nghĩa-Marxist. Dưới chế độ này, các ngành ngân hàng và bảo hiểm tư nhân trước đây bị quốc hữu hóa; độc quyền nhà nước được thiết lập trên các ngành công nghiệp như dệt may, bông, năng lượng; và thương mại xuất nhập khẩu và vận chuyển hàng hải nằm dưới quyền kiểm soát của nhà nước. Kinh tế của Madagascar xấu đi nhanh chóng do xuất khẩu giảm, sản xuất công nghiệp giảm 75%, lạm phát tăng vọt và nợ chính phủ tăng lên; mức sinh hoạt của dân số nông thôn suy giảm ngay sau đó. Hơn 50% thu nhập từ xuất khẩu của quốc gia được dành để chi trả nợ.
IMF buộc chính phủ Madagascar chấp thuận các chính sách điều chỉnh cơ cấu và tự do hóa nền kinh tế khi quốc gia này phá sản vào năm 1982. Các ngành công nghiệp do nhà nước kiểm soát dần được tư nhân hóa trong những năm 1980. Khủng hoảng chính trị năm 1991 khiến IMF và WB đình chỉ giúp đỡ Madagascar. Các điều kiện để nối lại viện trợ không được Albert Zafy đáp ứng, người này có cố gắng bất thành nhằm thu hút các hình thức thu nhập khác cho Nhà nước. Sau khi Albert Zafy bị luận tội, viện trợ được phục hồi cho chính phủ lâm thời Madagascar. IMF chấp thuận xóa một nửa số nợ của Madagascar vào năm 2004 cho chính quyền của Ravalomanana. Do đáp ứng được bộ các tiêu chuẩn nghiêm ngặt về kinh tế, quản trị và nhân quyền, Madagascar trở thành quốc gia đầu tiên nhận được trợ cấp từ Quỹ Thách thức Thiên niên kỷ vào năm 2005.
GDP của Madagascar vào năm 2009 được ước tính là 8,6 tỷ USD, GDP bình quân trên người là 438 USD. Xấp xỉ 69% dân số đảo quốc sống dưới ngưỡng nghèo quốc gia là 1 USD/ngày. Lĩnh vực nông nghiệp đóng góp 29% GDP của Madagascar trong năm 2011, trong khi lĩnh vực chế tạo đóng góp 15% GDP. Các nguồn tăng trưởng của Madagascar là du lịch, nông nghiệp và khai khoáng. Du lịch tập trung vào phân khúc thị trường du lịch sinh thái, tận dụng lợi thế đa dạng sinh học độc đáo của Madagascar, những môi trường sống tự nhiên chư bị làm hại, các vườn quốc gia và các loài vượn cáo. Một ước tính nói rằng có 365.000 du khách đến Madagascar vào năm 2008, song lĩnh vực này chịu sự suy giảm sau khủng hoảng chính trị và đến năm 2010 chỉ có 180.000 du khách đến thăm đảo quốc.

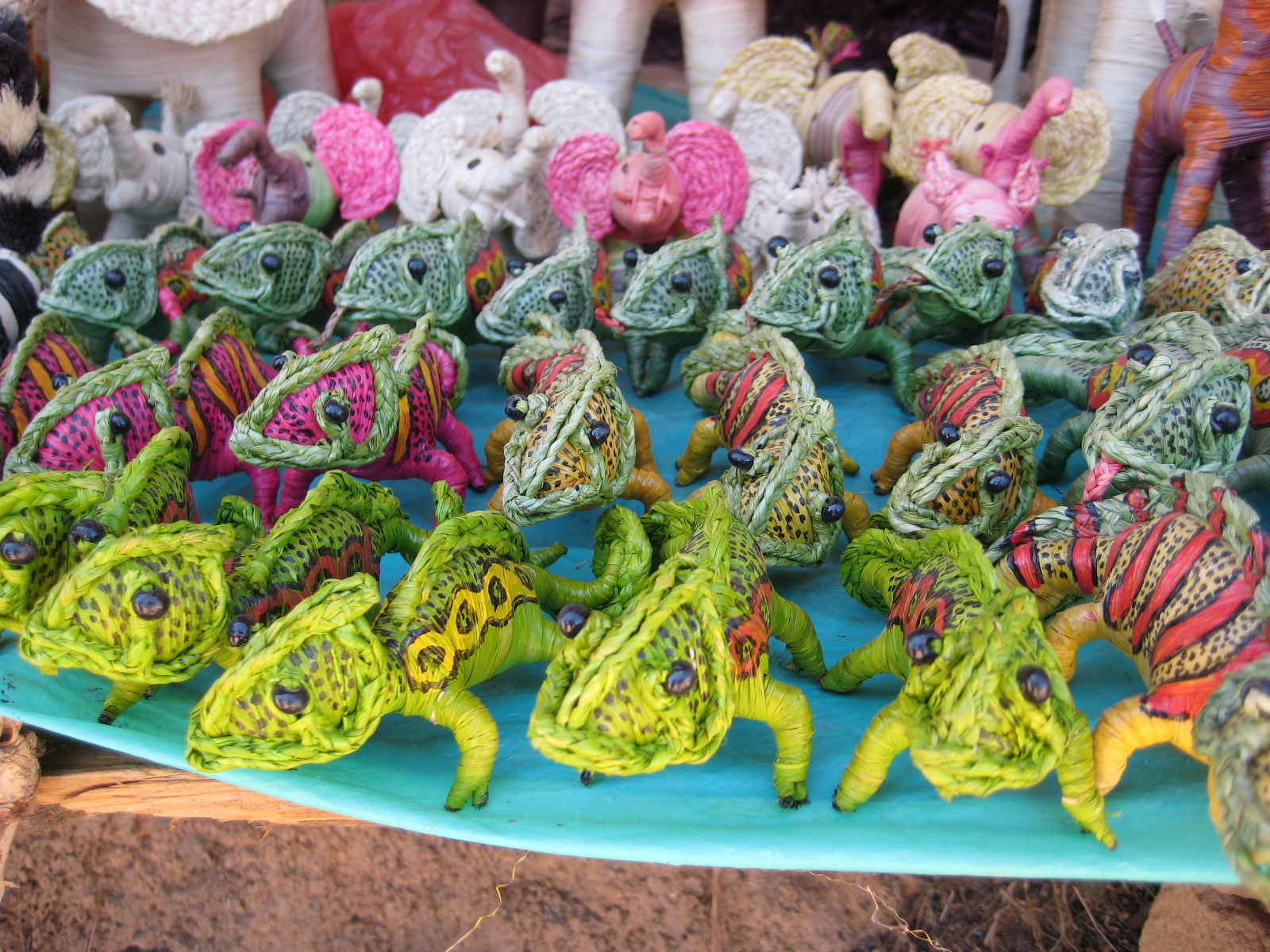
Động vật đồ chơi làm từ cọ sợi (raffia), một loài cọ bản địa

Madagascar có nhiều tài nguyên nông nghiệp và khoáng sản chưa chế biến. Nông nghiệp, gồm có cọ sợi, ngư nghiệp và lâm nghiệp, là một trụ cột của nền kinh tế. Madagascar là quốc gia hàng đầu thế giới về cung cấp vani, đinh hương và hoàng lan. Các tài nguyên nông nghiệp quan trọng khác gồm có cà phê, vải, và tôm. Các tài nguyên khoáng sản quan trọng gồm có nhiều loại đá quý và đá bán quý, và Madagascar hiện cung cấp một nửa nguồn cung xa-phia của thế giới, loại khoáng sản này được phát hiện tại Ilakaka vào cuối thập niên 1990. Đảo cũng là một trong những nơi có trữ lượng lớn nhất thế giới về ilmenit (quặng titan), cũng như các trữ lượng quan trọng các khoáng sản cromit, than đá, sắt, đồng, và niken. Một số dự án lớn được triển khai trong ngành khai mỏ, các lĩnh vực dầu và khí đốt được dự đoán sẽ là một thúc đẩy đáng kể cho kinh tế Madagascar. Chúng gồm các dự án như khai mỏ từ cát khoáng nặng gần Tôlanaro của Rio Tinto, khai thác niken gần Moramanga và chế biến nó gần Toamasina của Sherritt International, và phát triển các mỏ dầu nặng trên bờ khổng lồ tại Tsimiroro và Bemolanga của Madagascar Oil.
Xuất khẩu chiếm 28% GDP vào năm 2009. Phần lớn thu nhập xuất khẩu của quốc gia bắt nguồn từ ngành công nghiệp dệt may, đánh bắt cá và tôm cua, vani, đinh hương và các thực phẩm khác. Pháp là đối tác thương mại chính của Madagascar, song Hoa Kỳ, Nhật Bản, và Đức cũng có các quan hệ thương mại vững mạnh với đảo quốc. Nhập khẩu các mặt hàng như thực phẩm, nhiên liệu, tài sản tư bản, xe cộ, hàng tiêu dùng và hàng điện tử tiêu thụ khoảng 52% GDP. Các nguồn nhập khẩu hàng hóa chính của Madagascar gồm có Pháp, Trung Quốc, Iran, Mauritius, Nhật Bản và Hồng Kông.

### Cơ sở hạ tầng và truyền thông

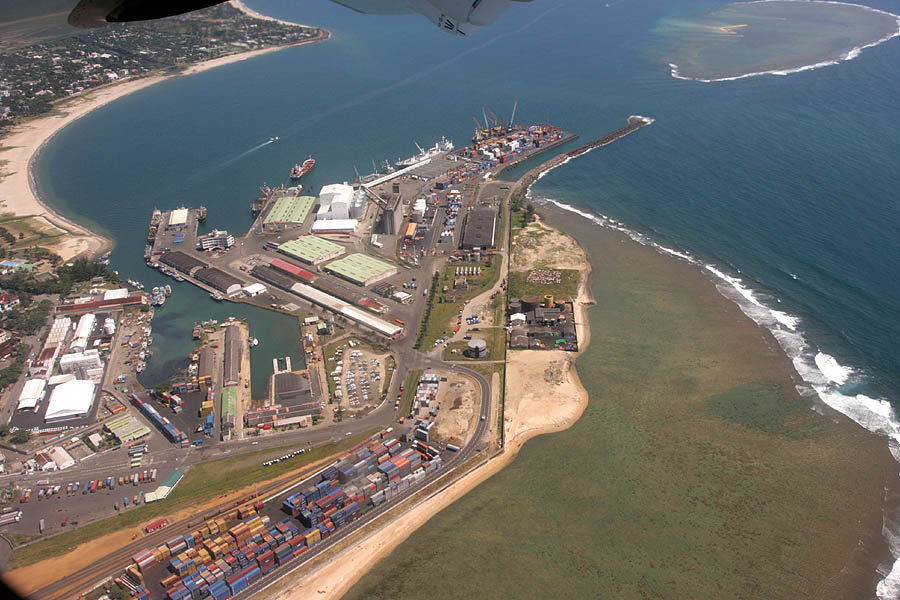
Cảng tự trị Toamasina là cửa ngõ quan trọng nhất để Madagascar đi ra Ấn Độ Dương và thế giới

Năm 2010, Madagascar có xấp xỉ 7.617 km (4.730 mi) đường trải nhựa, 854 km (530 mi) đường sắt và 432 km (270 mi) thủy đạo có thể thông hành. Phần lớn các tuyến đường bộ tại Madagascar chưa được trải nhựa, nhiều tuyến đường trong số đó trở nên không thể qua lại được vào mùa mưa. Các tuyến đường quốc gia phần lớn được trải nhựa, kết nối sáu đô thị cấp vùng lớn nhất đến thủ đô Antananarivo, còn các tuyến đường nhỏ được trải nhựa hoặc chưa trải nhựa giúp tiếp cận các trung tâm dân cư khác trong mỗi huyện. Có một số tuyến đường sắt trên đảo, Antananarivo được kết nối với Toamasina, Ambatondrazaka và Antsirabe bằng đường sắt, và tuyến đường sắt khác kết nối Fianarantsoa với Manakara. Hải cảng quan trọng nhất tại Madagascar nằm tại Toamasina trên vùng bờ biển phía đông. Các cảng tại Mahajanga và Antsiranana có tầm quan trọng thấp hơn, được sử dụng do vị trí xa xôi của khu vực. Cảng tại Ehoala được xây dựng vào năm 2008 và thuộc quyền quản lý tư nhân của Rio Tinto, song sẽ nằm dưới quyền quản lý của nhà nước sau khi hoàn toàn dự án khai mỏ của công ty nằm gần Tôlanaro vào khoảng năm 2038. Air Madagascar cung cấp các dịch vụ hàng không đến nhiều sân bay nhỏ cấp khu vực, và là phương tiện duy nhất trên thực tế có thể tiếp cận nhiều khu vực rất xa xôi trong mùa mưa do đường bộ xói lở.
Nước sinh hoạt và điện năng được cung cấp ở tầm quốc gia, Jirama là nhà cung cấp dịch vụ của chính phủ, song công ty không thể cung cấp dịch vụ đối với toàn thể dân cư. Năm 2009, chỉ 6,8% fokontany (làng) của Madagascar có thể tiếp cận với nước so Jirama cung cấp, trong khi 9,5% có thể tiếp cận được dịch vụ điện năng của công ty. 56% điện năng của Madagascar do các nhà máy thủy điện cung cấp, 44% còn lại do các máy phát điện động cơ diezen cung cấp. Tiếp cận với điện thoại di động và internet là điều phổ biến tại các khu vực đô thị song vẫn hạn chế tại các khu vực nông thôn của đảo quốc. Xấp xỉ 30% số huyện có thể tiếp cận một số mạng lưới viễn thông tư nhân của quốc gia thông qua điện thoại di động hay cố định.
Phát thanh vẫn là phương tiện chính để người dân Madagascar tiếp cận các tin tức quốc tế, quốc gia và địa phương. Chỉ các chương trình phát thanh nhà nước được truyền trên khắp đảo. Hàng trăm đài công cộng và tư nhân với phạm vi địa phương hay khu vực cung cấp các lựa chọn khác với phát thanh nhà nước. Ngoài kênh truyền hình nhà nước, nhiều đài truyền hình thuộc sở hữu tư nhân phát sóng các chương trình địa phương và quốc tế trên toàn Madagascar. Một số hãng truyền thông nhỏ do các cảm tình viên hoặc bản thân các chính trị gia sở hữu, bao gồm tập đoàn truyền thông MBS (Ravalomanana sở hữu) và Viva (Rajoelina sở hữu), góp phần vào phân cực chính trị trong việc tường trình. Truyền thông về mặt lịch sử nằm chịu nhiều mức độ áp lực trong các thời kỳ nhằm kiểm duyệt chỉ trích của họ đối với chính phủ. Các ký giả đôi khi bị đe dọa quấy rối và các hãng truyền thông nhỏ bị buộc đóng cửa theo định kỳ. Những cáo buộc kiểm duyệt truyền thông tăng lên từ năm 2009 do điều được cho là gia tăng hạn chế về chỉ trích chính trị. Truy cập internet tăng trưởng đáng kể trong thập kỷ qua, ước tính vào tháng 12 năm 2011 có 350.000 cư dân Madagascar có thể tiếp cận internet từ nhà hoặc một trong nhiều quán internet.

## Nhân khẩu

### Dân tộc

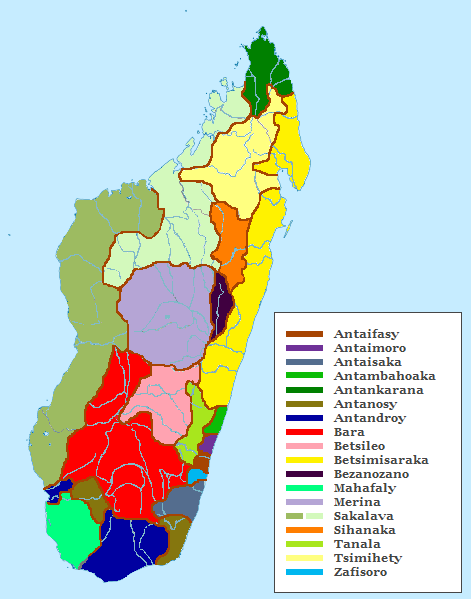
Phân bổ khu vực của các phân nhóm dân tộc Malagasy.

Năm 2012, dân số của Madagascar được ước tính là 22 triệu. Dân tộc Malagasy tạo thành trên 90% dân số Madagascar và thường được phân thành 18 phân nhóm dân tộc. Nghiên cứu DNA gần đây tiết lộ rằng thành phần di truyền của trung bình một người Malagasy tạo thành từ pha trộn gen Nam Đảo và Bantu với tỷ lệ xấp xỉ bằng nhau, song di truyền học của một số cộng đồng cho thấy thế trội của nguồn gốc Nam Đảo hay Bantu hoặc một chút tổ tiên Ả Rập, Ấn Độ hoặc châu Âu. Nguồn gốc Nam Đảo chiếm thế trội nhất trong cộng đồng người Merina trên các cao địa trung tâm, đây là phân nhóm lớn nhất của dân tộc Malagasy và chiếm xấp xỉ 26% dân số, trong khi các cộng đồng nhất định trong số dân cư sống tại duyên hải có nguồn gốc Bantu tương đối cao hơn. Các phân nhóm dân tộc duyên hải lớn nhất là Betsimisaraka (14,9%), và Tsimihety và Sakalava (6% mỗi nhóm).
| Phân nhóm dân tộc Malagasy                                      | Khu vực tập trung    |
| --------------------------------------------------------------- | -------------------- |
| Antankarana, Sakalava, Tsimihety                                | tỉnh Antsiranana cũ  |
| Sakalava, Vezo                                                  | tỉnh Mahajanga cũ    |
| Betsimisaraka, Sihanaka, Bezanozano                             | tỉnh Toamasina cũ    |
| Merina                                                          | tỉnh Antananarivo cũ |
| Betsileo, Antaifasy, Antambahoaka, Antaimoro, Antaisaka, Tanala | tỉnh Fianarantsoa cũ |
| Mahafaly, Antandroy, Antanosy, Bara, Vezo                       | tỉnh Toliara cũ      |

Các cộng đồng người Hoa, người Ấn, người Comoros hiện diện tại Madagascar, cũng như một cộng đồng dân cư gốc Âu nhỏ (chủ yếu là gốc Pháp). Tình trạng di cư vào cuối thế kỷ XX khiến dân số các cộng đồng thiểu số này giảm xuống, thỉnh thoảng là trong các làn sóng đột ngột, chẳng hạn như cuộc di cư của người Comoros trong năm 1976, sau các náo động chống người Comoros tại Mahajanga. Trong khi đó, không có sự di cư đáng kể của người Malagasy. Số lượng người Âu suy giảm sau khi đảo quốc độc lập, từ 68.430 vào năm 1958 xuống 17.000 ba thập niên sau đó. Theo ước tính có 25.000 người Comoros, 18.000 người Ấn, và 9.000 người Hoa sống tại Madagascar vào giữa thập niên 1980.
Tốc độ tăng trưởng dân số hàng năm tại Madagascar là xấp xỉ 2,7% vào năm 2009. Dân số tăng từ 2,2 triệu vào năm 1900 đến khoảng 22 triệu vào năm 2012. Xấp xỉ 42,5% dân số có tuổi dưới 15, trong khi 54,5% ở trong độ tuổi từ 15 đến 64. Những người 65 và nhiều tuổi hơn chiếm 3% tổng dân số. Sau khi độc lập, Madagascar tiến hành tổng điều tra dân số vào năm 1975 và 1993. Các vùng có mật độ dân số cao nhất trên đảo là các cao địa phía đông và duyên hải phía đông, tương phản với các đồng bằng phía tây có dân cư thưa thớt.

### Ngôn ngữ

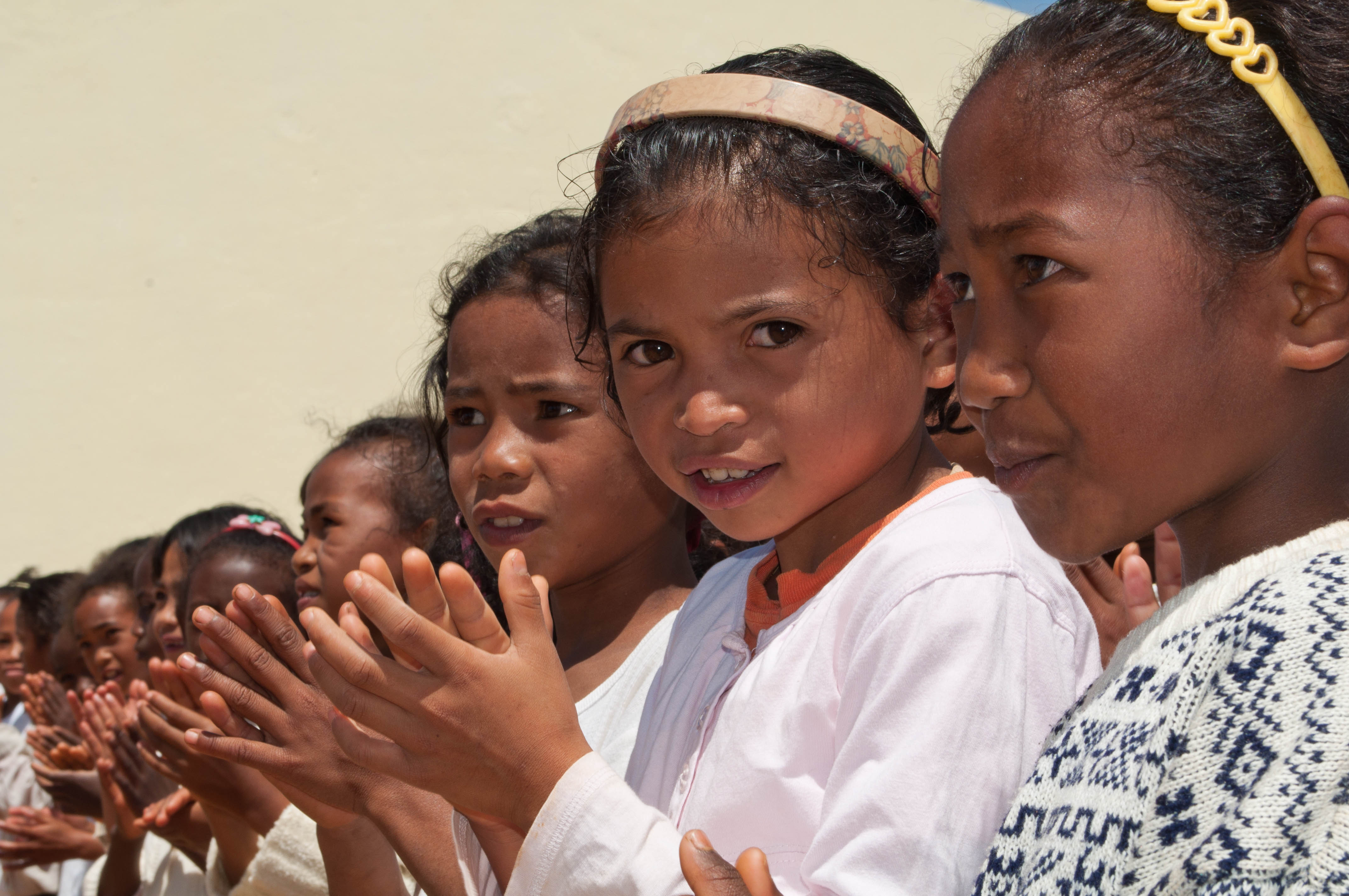
Các trẻ em gái tại Madagascar

Tiếng Malagasy có nguồn gốc Mã Lai-Đa Đảo và thường được nói trên khắp đảo quốc. Các phương ngôn của tiếng Malagasy thường thông hiểu lẫn nhau, và có thể nhóm vào một trong hai phân nhóm là đông Malagasy và tây Malagasy. Phân nhóm đông Malagasy được nói dọc theo các khu rừng phía đông và cao địa, và bao gồm phương ngôn Merina ở Antananarivo. Phân nhóm tây Malagasy được nói trên khắp các đồng bằng duyên hải phía tây. Tiếng Pháp trở thành ngôn ngữ chính thức từ khi đảo là thuộc địa của Pháp. Trong hiến pháp quốc gia đầu tiên vào năm 1958, tiếng Malagasy và tiếng Pháp được ghi là các ngôn ngữ chính thức của Cộng hòa Malagasy. Madagascar là một quốc gia Pháp ngữ, và tiếng Pháp được nói trong nhóm dân cư có học.
Không có ngôn ngữ chính thức nào được ghi trong Hiến pháp 1992, song tiếng Malagasy được xác định là ngôn ngữ quốc gia. Tuy thế, nhiều nguồn vẫn khẳng định tiếng Malagasy và tiếng Pháp là các ngôn ngữ chính thức, cuối cùng dẫn đến việc một công dân bắt đầu vụ kiện pháp lý chống lại nhà nước vào tháng 4 năm 2000, với lý do việc công bố các tài liệu chính thức chỉ bằng tiếng Pháp là vi hiến. Tòa án Hiến pháp cấp cao phán quyết rằng trong trường hợp thiếu một luật ngôn ngữ thì tiếng Pháp vẫn có đặc điểm là một ngôn ngữ chính thức. Trong Hiến pháp 2007, tiếng Malagasy vẫn là ngôn ngữ quốc gia trong khi ngôn ngữ chính thức được ghi là tiếng Malagasy, tiếng Pháp, và tiếng Anh. Tiếng Anh bị loại bỏ địa vị là một ngôn ngữ chính thức sau cuộc trưng cầu dân ý hiến pháp vào năm 2010.

### Tôn giáo
Tôn giáo ở Madagascar (2022)
Khoảng một nửa dân số đảo quốc thực hành tôn giáo truyền thống, vốn có xu hướng nhấn mạnh các liên kết giữa sự sống và razana (tổ tiên). Tôn kính tổ tiên dẫn đến truyền thống phổ biến về việc xây mộ, cũng như thực hành famadihana trên các cao địa, theo đó hài cốt của thành viên gia đình có thể được cải táng trong mộ. Các cư dân của các làng xung quanh thường được mời đến tham dự bữa tiệc nhân dịp cải táng, với các thực phẩm, rượu mạnh được phục vụ, một gánh hát hiragasy hoặc loại hình giải trí âm nhạc khác là điều phổ biến hiện nay. Tôn kính thổ tiên cũng được thể hiện thông qua việc tuân thủ fady, là những điều kiêng kỵ trong và sau khi người thiết lập ra chúng qua đời. Hiến tế zebu là một phương pháp truyền thống được sử dụng để an ủi hay vinh danh tổ tiên. Thêm vào đó, truyền thống Malagasy tin vào một thần tạo vật, được gọi là Zanahary hay Andriamanitra.

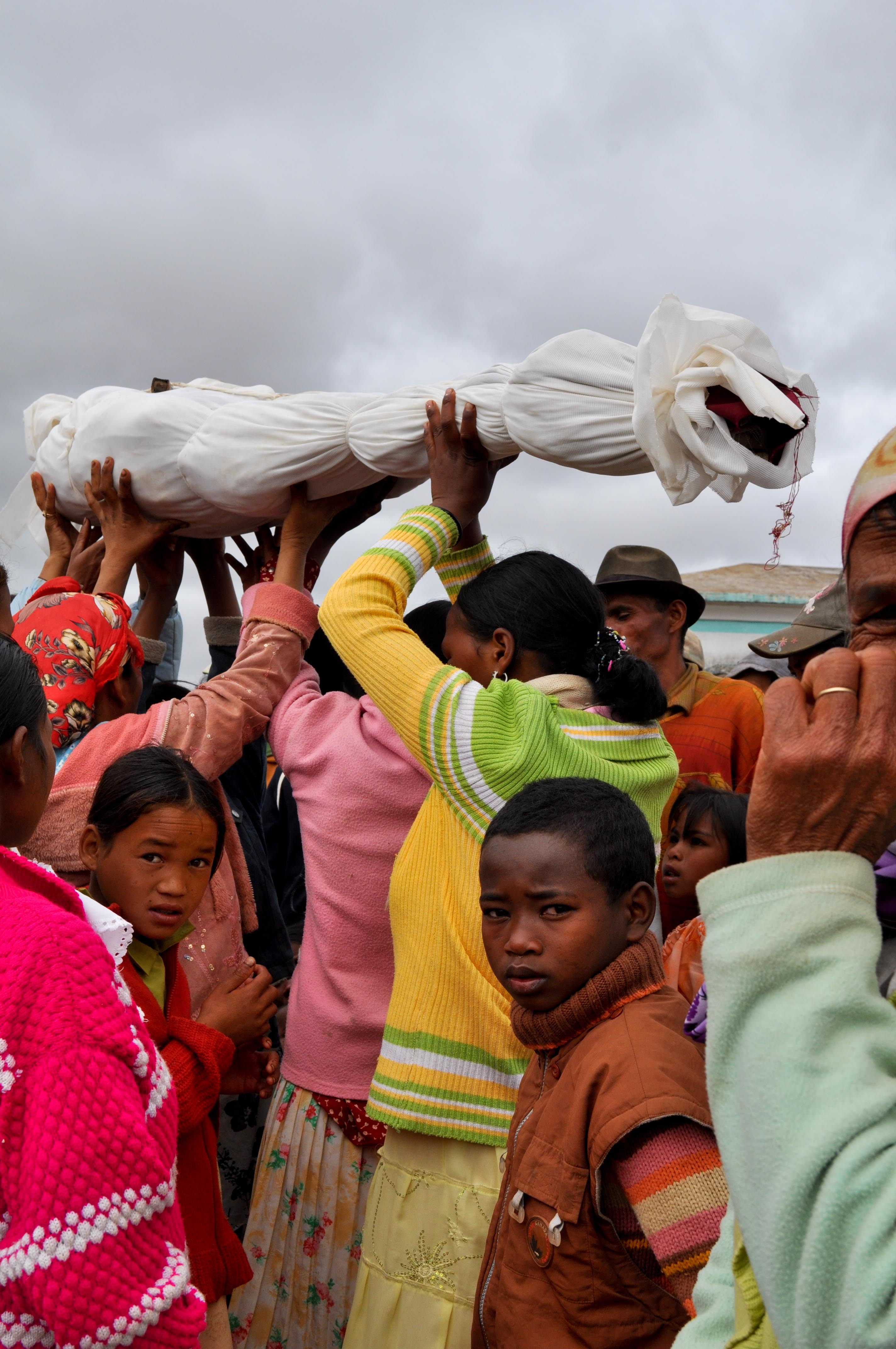
Lễ cải táng Famadihana

Gần một nửa dân số Malagasy theo Kitô giáo, với Đạo Tin Lành đông hơn Công giáo. Năm 1818, Hội Truyền giáo Luân Đôn cử các nhà truyền giáo đầu tiên đến đảo, tại đây họ xây dựng các nhà thờ, dịch Kinh Thánh sang tiếng Malagasy và người dân bắt đầu cải đạo. Bắt đầu từ năm 1835, Nữ vương Ranavalona I tiến hành ngược đại những người cải đạo trên đảo trong một nỗ lực nhằm ngăn chặn ảnh hưởng về văn hóa và chính trị của người châu Âu. Năm 1869, Nữ vương Ranavalona II cho toàn bộ triều đình cải sang Ki-tô giáo và khuyến khích các hoạt động truyền giáo, cho đốt cháy sampy (thần tượng vương thất) trong một sự đoạt tuyệt mang tính tượng trưng với các tín ngưỡng truyền thống.
Ngày nay, nhiều Kitô giáo hữu tích hợp các đức tin tôn giáo của họ với các truyền thống liên quan đến tưởng nhớ tổ tiên. Ví dụ, họ có thể ban phước cho người chết tại nhà thờ trước khi tiến hành các nghi lễ an táng truyền thống hoặc mời một mục sư Ki-tô giáo đến cúng lễ cải táng famadihana. Hội đồng các giáo hội Malagasy gồm có 4 giáo phái Kitô lâu năm nhất và nổi bật nhất (Công giáo, Giáo hội Chúa Giê-su Ki-tô tại Madagascar, Giáo hội Luther và Anh giáo) và có sức ảnh hưởng trong chính trị đảo quốc.
Hồi giáo và Ấn Độ giáo cũng được hành lễ trên đảo. Hồi giáo được đưa đến đảo lần đầu tiên vào thời kỳ Trung Cổ nhờ các thương nhân Hồi giáo người Ả Rập và Somali, họ lập nên một số trường Hồi giáo dọc theo duyên hải phía đông. Mặc dù việc sử dụng chữ Ả Rập và các từ mượn, chấp thuận thuật chiêm tinh Ả Rập lan rộng khắp đảo, song Hồi giáo chỉ có thể được thực hành tại các cộng đồng duyên hải đông nam bộ. Ngày nay, người Hồi giáo chiếm 7% dân số của Madagascar và tập trung nhiều tại các tỉnh tây bắc bộ là Mahajanga và Antsiranana. Người Hồi giáo được phân chia trong các dân tộc Malagasy, Ấn Độ, Pakistan, và Comoros. Gần đây nhất, Ấn Độ giáo được đưa đến Madagascar thông qua những người Gujarat nhập cư từ vùng Saurashtra của bang Gujarat thuộc Ấn Độ vào cuối thế kỷ XIX. Hầu hết người Ấn Độ giáo tại Madagascar nói tiếng Gujarat hay tiếng Hindi tại nhà.

### Giáo dục

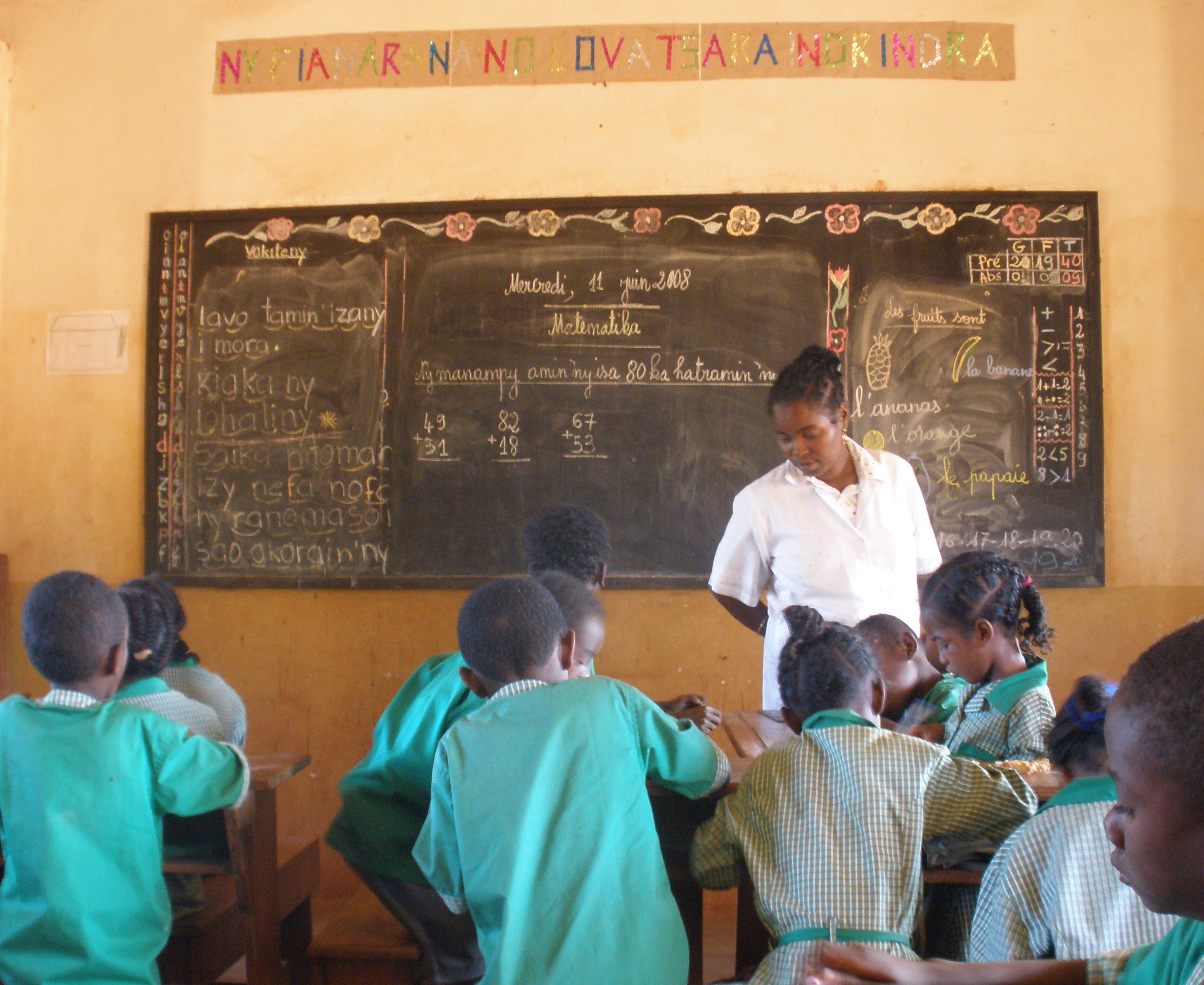
Một lớp học tại Madagascar.

Trước thế kỷ 19, toàn bộ hoạt động giáo dục tại Madagascar là không chính thức và thường phục vụ việc dạy các kỹ năng thực hành cũng như các giá trị xã hội và văn hóa, bao gồm tôn trọng tổ tiên và trưởng lão. Trường học kiểu Âu chính thức đầu tiên được thành lập tại Toamasina vào năm 1818 bởi các thành viên của Hội Truyền giáo Luân Đôn (LMS). Quốc vương Radama I mời LMS mở rộng các trường học của họ trên khắp Imerina để dạy chữ và toán ở mức cơ bản cho các trẻ em quý tộc. Các trường học bị Ranavalona I đóng cửa vào năm 1835 song được mở lại và mở rộng trong nhiều thập niên sau khi nữ vương này từ trần. Đến khoảng cuối thế kỷ XIX, Madagascar có hệ thống trường học phát triển và hiện đại nhất trong các quốc gia châu Phi hạ Sahara tiền thuộc địa. Khả năng tiếp cận trường học được mở rộng tại các khu vực duyên hải trong thời kỳ thuộc địa, trọng tâm của chương trình giảng dạy là tiếng Pháp và các kỹ năng làm việc cơ bản. Dưới thời Đệ Nhất Cộng hòa, giáo dục Madagascar tiếp tục dựa vào các giáo viên người Pháp, và tiếng Pháp là ngôn ngữ giảng dạy, điều này khiến những người muốn đoạt tuyệt hoàn toàn với quyền lực thực dân cũ cảm thấy khó chịu. Do đó, dưới thời Đệ Nhị Cộng hòa Xã hội chủ nghĩa, các giáo viên người Pháp và các quốc gia khác bị trục xuất, tiếng Malagasy được tuyên bố là ngôn ngữ giảng dạy và một lực lượng lớn những người Madagascar trẻ tuổi được đào tạo nhanh chóng để dạy tại các trường học nông thôn xa xôi theo chính sách phục vụ quốc gia hai năm bắt buộc. Chính sách bản địa hóa này diễn ra đồng thời với kinh tế suy sụp nghiêm trọng và chất lượng giáo dục suy giảm đột ngột. Những người được giáo dục trong giai đoạn này thường thiếu thành thạo tiếng Pháp hoặc nhiều môn học khác và phải vật lộn để tìm kiếm việc làm, buộc nhiều người phải làm các công việc lương thấp trên thị trường không chính thức hay là chợ đen, đẩy họ lún sâu vào nghèo đói. Ngoại trừ nhiệm kỳ tổng thống ngắn ngủi của Albert Zafy, từ năm 1992 đến 1996, trong giai đoạn cầm quyền của mình từ 1975 đến 2001, Didier Ratsiraka không thực hiện được tiến bộ đáng kể nào về giáo dục.
Giáo dục được ưu tiên dưới chính quyền của Marc Ravalomanana, và hiện đang miễn phí và bắt buộc đối với trẻ từ 6 đến 13 tuổi. Chu trình tiểu học là 5 năm, tiếp theo là 4 năm sơ trung học và 3 năm cao trung học. Trong nhiệm kỳ đầu tiên của Ravalomanana, hàng nghìn trường tiểu học mới và thêm nhiều phòng học được xây dựng, các tòa nhà cũ được cải tạo, và hàng chục nghìn giáo viên tiểu học mới được tuyển thêm và đào tạo. Học phí tiểu học bị loại bỏ và các bộ đồ dùng gồm các dụng cụ học tập cơ bản được phân phát cho các học sinh tiểu học. Sáng kiến xây dựng trường học của chính phủ bảo đảm có ít nhất một trường tiểu học tại mỗi fokontany (làng) và một trường sơ trung học trong mỗi xã. Có ít nhất một trường cao trung học nằm tại mỗi một trung tâm đô thị lớn. Ba nhánh của đại học công quốc gia nằm tại Antananarivo (thành lập năm 1961), Mahajanga (1977) và Fianarantsoa (1988). Ngoài ra còn có các học viện sư phạm công và một số đại học tư nhân và cao đẳng kỹ thuật.
Do khả năng tiếp cận giáo dục tăng lên, tỷ lệ nhập học tăng gấp đôi từ năm 1996 đến năm 2006. Tuy nhiên, chất lượng giáo dục còn yếu, khiến tỷ lệ lưu ban và bỏ học còn cao. Chính sách giáo dục trong nhiệm kỳ thứ hai của Ravalomanana tập trung vào các vấn đề chất lượng, bao gồm tăng tiêu chuẩn giáo dục tối thiểu đối với tuyển giáo viên tiểu học từ văn bằng BEPC lên văn bằng BAC, và một chương trình cải cách việc giảng dạy của giáo viên từ giảng dạy thuyết giáo truyền thống sang phương thức giảng dạy học sinh là trung tâm nhằm thúc đẩy học sinh học tập và tham gia trong lớp học. Năm 2008, chi tiêu công cho giáo dục chiếm 13,4% tổng chi tiêu của chính phủ và 2,9% GDP. Các lớp học ở tiểu học có tình trạng đông đúc, với tỷ lệ học sinh so với giáo viện là 47:1 vào năm 2008.

### Y tế

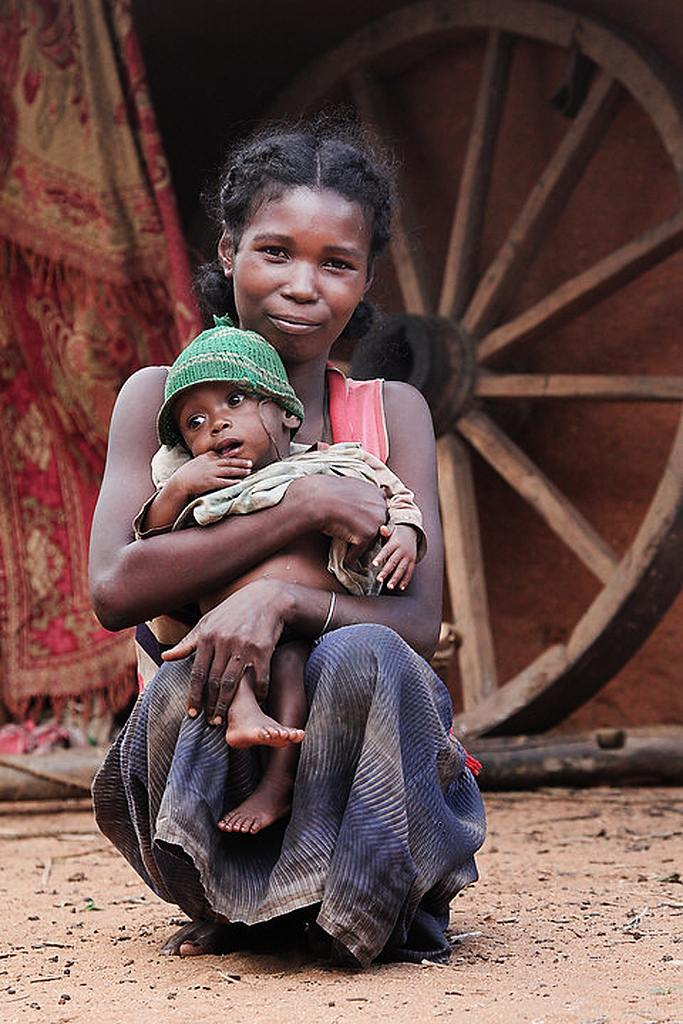
Tỷ suất tử vong sản phụ giảm sau năm 1990 song tăng cao sau năm 2009 do bất ổn định chính trị.

Các trung tâm y tế, phòng thuốc và bệnh viện được thành lập trên khắp đảo quốc, song chúng tập trung các khu vực đô thị và đặc biệt là tại Antananarivo. Tiếp cận chăm sóc y tế vẫn ở ngoài tầm tay của nhiều cư dân. Chi phí chăm sóc y tế ở mức cao so với thu nhập trung bình của người dân, nhân viên y tế được đào tạo có mức độ phổ biến rất thấp. Năm 2010, Madagascar có trung bình 3 giường bệnh trên 10.000 người và có tổng số 3.150 bác sĩ, 5.661 y tá, 385 nhân viên y tế cộng đồng, 175 dược sĩ và 57 nha sĩ trong khi tổng dân số là 22 triệu người. 14,6% chi tiêu chính phủ trong năm 2008 được hướng vào lĩnh vực y tế. Xấp xỉ 70% chi tiêu dành cho y tế do chính phủ đóng góp, trong khi 30% còn lại bắt nguồn từ các nhà tài trợ quốc tế và các nguồn tư nhân khác. Chính phủ cung cấp ít nhất một trung tâm y tế cơ bản cho một xã. Các trung tâm y tế tư nhân tập trung tại các khu vực đô thị và đặc biệt là các đô thị tại các cao địa trung tâm.
Mặc dù có những rào cản tiếp cận, song các dịch vụ y tế thể hiện một xu hướng cải thiện trong hai thập niên qua. Tiêm chủng trẻ em nhằm phòng chống các bệnh như viêm gan siêu vi B, bạch hầu và sởi tăng trung bình 60% trong giai đoạn này, cho thấy các dịch vụ và điều trị y tế cơ bản dù có tính sẵn sàng ở mức thấp song đang tăng lên. Tỷ suất sinh tại Madagascar năm 2009 là 4,6 trẻ/1 phụ nữ, giảm từ 6,3 vào năm 1990. Tỷ lệ sản phụ thiếu niên là 14,8% vào năm 2011, cao hơn nhiều so với trung bình của châu Phi, là một yếu tố góp phần vào tăng trưởng dân số nhanh chóng. Năm 2010, tỷ lệ tử vong sản phụ là 440 trên 100.000 ca sinh, so với 373,1 vào năm 2008 và 484,4 vào năm 1990, cho thấy một sự suy giảm chăm sóc chu sản sau chính biến năm 2009. Tỷ suất tử vong trẻ sơ sinh vào năm 2011 là 41 trên 1.000 ca sinh, và tỷ lệ tử vong của trẻ dưới năm tuổi là 61‰. Bệnh sán máng, sốt rét và các bệnh lây qua đường tình dục vẫn phổ biến tại Madagascar, song tỷ lệ lây nhiễm AIDS vẫn tương đối thấp so với nhiều quốc gia tại đại lục châu Phi, với chỉ 0,2% dân số trưởng thành. Tỷ suất tử vong do sốt rét ở mức thấp nhất tại châu Phi với 8,5 trường hợp trên 100.000 dân, một phần là do người dân đảo quốc có tỷ lệ dùng màn tẩm hóa chất chống côn trùng cao nhất tại châu Phi. Tuổi thọ dự tính của người trưởng thành vào năm 2009 là 63 năm đối với nam và 67 năm đối với nữ.

## Văn hóa
Mỗi một trong nhiều phân nhóm dân tộc tại Madagascar gắn bó với các đức tin, thói quen và cách thức sinh hoạt riêng của họ, là những thứ về mặt lịch sử đã góp phần vào đặc tính độc đáo của họ. Tuy nhiên, có một số đặc điểm văn hóa cốt lõi trở nên phổ biến trên khắp đảo, tạo ra một bản sắc văn hóa Malagasy thống nhất mạnh mẽ. Ngoài việc có một ngôn ngữ chung và chia sẻ các đức tin tôn giáo truyền thống xung quanh một thần tạo vật và tôn kính tổ tiên, thế giới quan Malagasy truyền thống còn được định hình bằng các giá trị nhấn mạnh fihavanana (đoàn kết), vintana (vận mệnh), tody (nghiệp), và Hasina, một lực lượng sinh mệnh thần thánh mà các cộng đồng truyền thống hết sức tin tưởng và do đó hợp pháp hóa các cá nhân có uy quyền trong cộng đồng và gia đình. Các yếu tố văn hóa khác thường thấy trên khắp đảo gồm có tiến hành cắt bao quy đầu của nam giới, các mối quan hệ họ hàng vững chắc, đức tin phổ biến về sức mạnh ma thuật, thầy chiêm bốc, chiêm tinh, và phù thủy; và một sự phân chia theo truyền thống về các tầng lớp xã hội thành quý tộc, thường dân, và nô lệ. Mặc dù đẳng cấp xã hội không còn được công nhận về pháp lý, song nguồn gốc đẳng cấp của tổ tiên tiếp tục ảnh hưởng đến địa vị xã hội, cơ hội kinh tế và các vai trò trong cộng đồng. Người Malagasy có truyền thống tham vấn Mpanandro ("ông tạo ngày") để xác định ngày tốt nhất cho các sự kiện quan trọng như hôn lễ hoặc famadihana, theo một hệ thống chiêm tinh truyền thống do người Ả Rập đưa đến. Tương tự như vậy, các quý tộc trong nhiều cộng đồng Malagasy vào thời kỳ tiền thuộc địa thường sử dụng các cố vấn được gọi là ombiasy là người Antemoro ở đông nam, là nhóm người có tổ tiên là những người Ả Rập định cư ban đầu.
Nguồn gốc đa dạng của văn hóa Malagasy được thể hiện rõ trong các biểu hiện hữu hình. Nhạc khí điển hình của Madagascar là valiha, là một đàn tranh ống tre do những người định cư ban đầu từ nam bộ Borneo đưa đến Madagascar, và rất tương đồng với các dạng được tìm thấy tại Indonesia và Philippines ngày nay. Nhà truyền thống tại Madagascar cũng tương tự như tại nam bộ Borneo về tính tượng trưng và xây dựng, có bố cục hình chữ nhật với một vòm mái có chóp nhọn và cột chống trung tâm. Phản ánh sự phổ biến của tôn kính tổ tiên, các mộ có ý nghĩa quan trọng về mặt văn hóa và có xu hướng xây dựng bằng các vật liệu bền hơn, thường là đá, và biểu thị trang trí phức tạp hơn so với nhà của người còn sống. Việc sản xuất và dệt lụa có thể truy nguyên từ những người định cư sớm nhất trên đảo, và quốc phục của Madagascar là lamba đã phát triển thành một nghệ thuật đa dạng và tinh tế. Ảnh hưởng của văn hóa Đông Nam Á cũng thể hiện rõ trong ẩm thực Malagasy, trong đó gạo được tiêu thụ trong mọi bữa ăn, thường kèm với món rau hoặc thịt. Ảnh hưởng của đại lục châu Phi được thể hiện qua tầm quan trọng thiêng liêng của bò zebu và hiện thân của nó thể hiện sự giàu có của chủ sở hữu. Trộm cắp gia súc ban đầu là một nghi lễ thành niên của thanh niên tại các khu vực đồng bằng của Madagascar, là nơi có các đàn gia súc lớn, song hiện trở nên nguy hiểm và đôi khi manh động nên người chăn nuôi tại tây nam bộ phải cố gắng bảo vệ gia súc của họ bằng giáo mác truyền thống trước các kẻ trộm chuyên nghiệp ngày càng được vũ trang.

### Nghệ thuật

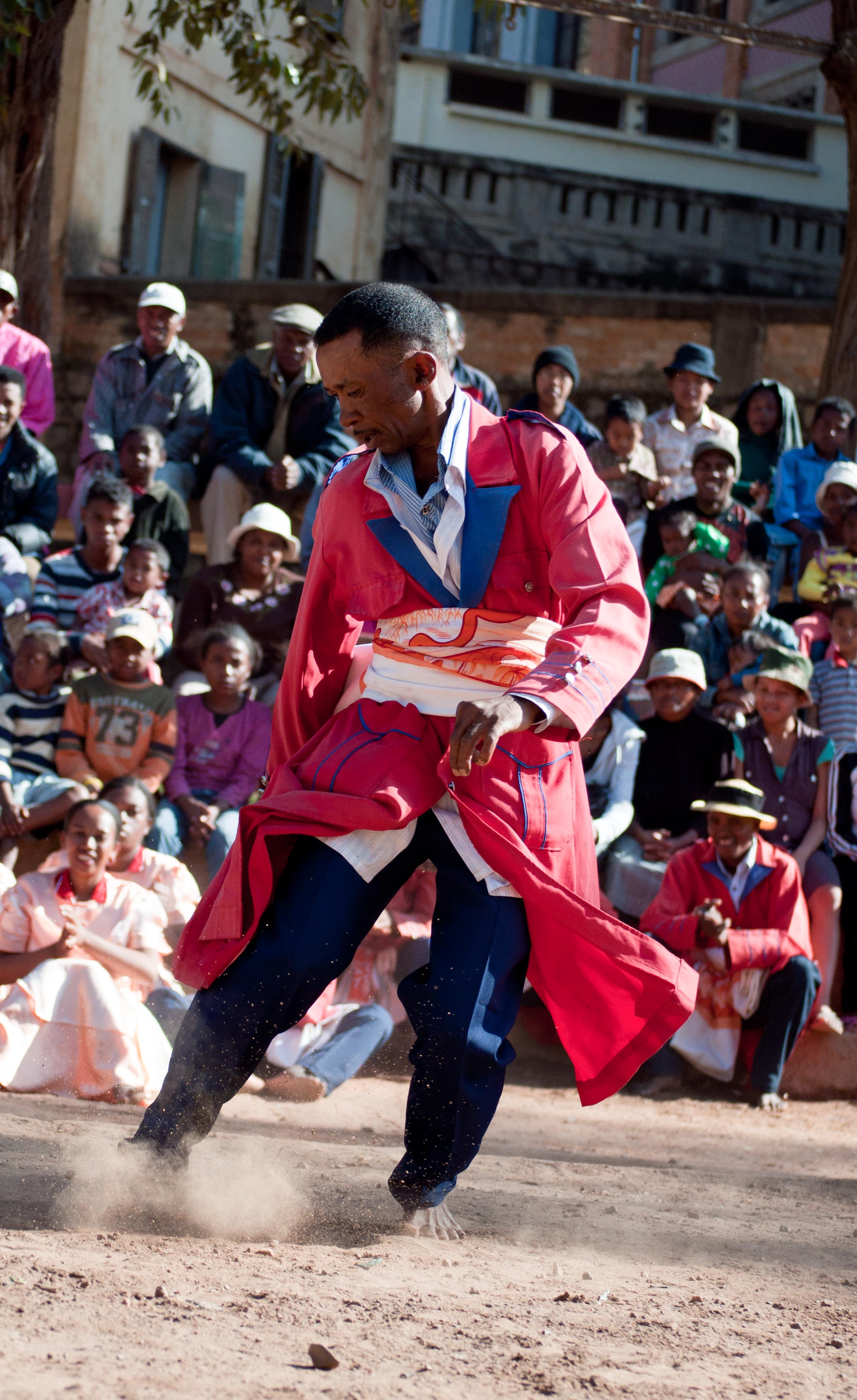
Một vũ công Hiragasy

Nhiều truyền thống nghệ thuật thính giác phát triển tại Madagascar. Một trong số những truyền thống quan trọng nhất là diễn thuyết, được thể hiện dưới các hình thức hainteny (thơ), kabary (thuyết trình công cộng) và ohabolana (trò chơi tục ngữ). Một sử thi minh họa các truyền thống này là Ibonia, được truyền qua nhiều thế kỷ dưới các hình thức khác nhau trên khắp đảo, và cung cấp cái nhìn sâu sắc về các thần thoại và đức tin đa dạng của các cộng đồng Malagasy truyền thống. Truyền thống này tiếp tục trong thế kỷ XX với các nghệ sĩ như Jean-Joseph Rabearivelo, ông được cho là nhà thơ hiện đại đầu tiên của châu Phi, và Elie Rajaonarison, một mô phạm của làn sóng mới của thơ Malagasy. Madagascar cũng phát triện một di sản âm nhạc phong phú, thể hiện qua hàng chục thể lại âm nhạc cấp khu vực như salegy ở duyên hải hay hiragasy ở cao địa, tạo không khí sôi nổi trong các cuộc hội họp của làng, sàn nhảy đia phương và các làn sóng quốc gia.
Các nghệ thuật tạo hình cũng phổ biến trên khắp đảo quốc. Ngoài truyền thống dệt lụa và sản xuất lamba, dệt từ sợi cọ sợi và các nguyên liệu thực vật bản địa khác được sử dụng để tạo ra các mặt hàng thiết thực được dùng rộng rãi như chiếu sàn, rổ, ví, mũ. Khắc gỗ là một hình thức nghệ thuật phát triển cao, với các phong cách vùng miền riêng biệt thể hiện trong trang trí hàng rào ban công và các yếu tố xây dựng khác. Các thợ chạm tạo ra nhiều loại đồ nội thất và gia dụng, các cột ma aloalo, và các công trình điêu khắc bằng gỗ, nhiều trong số đó được sản xuất để phục vụ thị trường du lịch. Các truyền thống làm đồ gỗ trang trí và chức năng của người Zafimaniry ở cao địa trung tâm được ghi vào danh sách di sản văn hóa phi vật thể của UNESCO vào năm 2008.
Trong cộng đồng người Antaimoro, sản xuất giấy gắn hoa và các vật liệu tự nhiên trang trí khác là một truyền thống lâu đời, và bắt đầu là một thị trường của du lịch sinh thái. Thêu và rua được tiến hành bằng tay trong sản xuất y phục, cùng với khăn trải bàn và các sản phẩm dệt khác được bán tại các chợ thủ công nghiệp địa phương. Một lượng nhỏ nhưng ngày càng tăng các phòng trưng bày mỹ thuật tại Antananarivo, và một số tại các khu vực đô thị khác, giới thiệu tranh của các họa sĩ địa phương, và các sự kiện nghệ thuật thường niên, như triển lãm ngoài trời Hosotra tại thủ đô, góp phần vào sự phát triển tiếp tục của mỹ thuật tại Madagascar.

### Thể thao và giải trí
Một số trò tiêu khiển truyền thống nổi bật tại Madagascar. Moraingy là một thể loại võ thuật truyền thống dùng tay, là một môn thể thao có khán giả phổ biến tại khu vực duyên hải. Theo truyền thống thì môn này do nam giới chơi, song nữ giới gần đây cũng bắt đầu tham gia. Đấu vật với bò zebu (tolon-omby) cũng được tiến hành tại nhiều khu vực. Ngoài thể thao, nhiều loại trò chơi cũng tồn tại, điển hình nhất là fanorona, một trò chơi cờ bàn phổ biến khắp các khu vực cao địa. Theo truyền thuyết dân gian, việc kế vị của Andrianjaka theo sau cha Ralambo một phần là do nỗi ám ảnh rằng anh của Andrianjaka có thể do chơi fanorona mà gây tổn hại đến các trách nhiệm khác của ông.
Các trò giải trí của phương Tây được đưa đến Madagascar trong hai thế kỷ qua. Bóng bầu dục được cho là môn thể thao quốc gia của Madagascar. bóng đá cũng phổ biến. Madagascar có một nhà vô địch thế giới trong môn bi sắt, trò chơi này được chơi rộng rãi tại các khu vực đô thị và trên khắp các vùng cao địa. Các chương trình thể dục trong trường học thường gồm có bóng đá, điền kinh, judo, quyền Anh, bóng rổ nữ và quần vợt nữ. Madagascar cử các vận động viên đầu tiên tham gia Thế vận hội vào năm 1964 và cũng tham gia Đại hội thể thao Toàn Phi.